# Durium
La Durium è stata una casa discografica italiana, attiva tra gli anni quaranta e il 1989. Parte del catalogo ed il marchio sono stati successivamente rilevati dalla Dischi Ricordi, che ne ha fatto uso per alcune riedizioni. Il suo marchio iniziale era costituito dalla scritta Durium in stampatello, sormontata dalla stilizzazione di tre trombe e un'aquila. Nell'immediato dopoguerra questo logo fu abbandonato in favore di un'immagine stilizzata di un disco con tre raggi interni, attraversato dalla scritta Durium in corsivo. È oggi un marchio non utilizzato. 

## Storia

### Origine del nome
Il "durium" è un materiale plastico sintetico sviluppato alla fine degli anni '20, utilizzato effettivamente nella produzione di dischi fonografici. Si tratta di una resina sintetica composta da resorcina e formaldeide, sviluppata dal professor Hal T. Beans della Columbia University. Questo materiale era leggero, flessibile, resistente al calore e all'acqua, il che lo rendeva particolarmente adatto per vari usi industriali, tra cui la produzione di dischi fonografici.
La compagnia statunitense Durium Products Company, attiva tra il 1930 e il 1932, utilizzava questo materiale per produrre dischi fonografici economici, noti come "Hit of the Week". Questi dischi, venduti nelle edicole a soli 15 centesimi, erano fatti con un substrato di cartone rivestito di durium. Questo li rendeva più leggeri e meno fragili rispetto ai tradizionali dischi di gommalacca, sebbene la qualità audio fosse generalmente inferiore.
Inoltre, la bachelite, sviluppata nel 1907, era un altro materiale plastico utilizzato in passato per la produzione di vari oggetti, inclusi alcuni tipi di dischi fonografici. Tuttavia, la gommalacca rimaneva il materiale predominante fino all'avvento del vinile negli anni '40.
Il Durium fu una realtà storica, sebbene il suo uso nella produzione di dischi fonografici sia stato relativamente breve e limitato rispetto ad altri materiali come la gommalacca e il vinile.

### La nascita: dagli anni trenta alla seconda guerra mondiale
La Durium s.a. nasce nel 1935 a Milano (la denominazione originale è Durium La Voce dell'Impero) per opera di un gruppo di imprenditori milanesi tra cui Martinengo e Alberto Airoldi, che ne diventa presidente. La sede è in corso Garibaldi a Milano e la produzione riguarda sia i dischi che i fonoriproduttori.
I primi dischi pubblicati sono favole per bambini recitate, e altre produzioni dedicate al mercato delle colonie e per le truppe all'estero. Negli anni 1935/1936 - mancando il materiale per la produzione - vengono anche pubblicati dischi su supporto di cartone, contenenti corsi di lingue, tecnici, e materiale di propaganda. Con lo scoppio della guerra gli uffici ed alcuni studi di registrazione vengono trasferiti da Milano a Erba, in via Trieste.

### Dal 1946 agli anni settanta
Al termine della seconda guerra mondiale, il management decide di tornare a Milano - nella nuova sede in passaggio degli Osii 2 -  solo per quanto riguarda gli uffici amministrativi e di rappresentanza, poi traslati in via Alessandro Manzoni 40/42. A Milano viene affittato un magazzino per i dischi finiti, mentre resta ad Erba la parte produttiva (masterizzazione e stampa).
È un periodo di difficoltà economiche legate all'ancora immatura discografia italiana; la posizione finanziaria si stabilizza nel 1948 con l'ingresso nella società dell'imprenditore di origine armena Krikor Mintanjan (il cui cognome a volte è italianizzato in Mintangian) che nomina la moglie Elisabel direttrice responsabile e assume come direttore artistico il nipote del cofondatore Alberto, Aurelio Airoldi, che rimarrà in azienda fino al 1977, e il pianista, arrangiatore e compositore Franco Cassano, che rimarrà alla direzione fino al 1986.
Oltre a dirigere la casa discografica, Cassano pubblica vari album per l'etichetta come pianista e scrive diversi successi per i loro artisti come Sei diventata nera per Los Marcellos Ferial, incisa anche in cinese, o come Melodia per Jimmy Fontana, portata al successo nel Regno Unito da Engelbert Humperdinck con il titolo The Way It Used to Be, e che verrà incisa nel mondo in diverse altre lingue.
Gli anni Cinquanta costituiscono un periodo di notevoli investimenti finanziari per l'azienda: attraverso aumenti di capitale e prestiti obbligazionari, la base dell'azienda passa dai 30 milioni di lire del 1955 arrivando a 180 milioni di lire già nel 1959. Per poter sfruttare realtà industriali del settore già esistenti, la Durium incorpora per fusione realtà discografiche minori e in stasi quali la “Royal” s.p.a., la “Sprint” s.r.l., la “Duomo Edizioni Musicali” s.r.l, utilizzandole per espandersi.
Sono soprattutto l'attività di ricerca di nuovi artisti, nonché lo sviluppo di nuove strategie di promozione e vendita, a rilanciare l'etichetta. Negli anni Cinquanta, mentre la discografia italiana trova una propria identità con la nascita di case discografiche quali la RCA Italiana e la CGD, vengono prodotti nuovi artisti quali Aurelio Fierro, Flo Sandon's, Roberto Murolo e Marino Marini, dando un notevole impulso all'attività nella musica leggera.
Negli anni Sessanta vengono promossi personaggi come Little Tony, Los Marcellos Ferial, Rocky Roberts, Mario Trevi, Bruno Venturini, Le Snobs, Wess, Dori Ghezzi, Fausto Papetti, Passengers, Camaleonti, Nini Rosso, I Vianella; artisti che godono di un forte supporto grazie al direttore dell'ufficio stampa della casa discografica Luciano Giacotto che negli stessi anni è anche direttore della rivista di musica giovanile Ciao Amici, oltre che produttore.
La Durium intuì fin dagli anni cinquanta l'importanza di distribuire in licenza musica straniera utilizzando la propria sempre più avanzata fabbrica di Erba; ecco la distribuzione di artisti internazionali come Al Caiola, Don Costa, James Brown, Paul Anka, Mouth & MacNeal, Donna Summer, Ferrante & Teicher, Dee D. Jackson, Steve Lawrence, Eydie Gormé, Don McLean, Shirley Bassey, Plastic Bertrand, Telex e molti altri. Nel 1968 viene aperta una nuova sede a Roma, in via Montanelli 11, mentre nel 1975 vennero acquisite le società  “Immobiliare Lidia s.p.a.” e “Equipe Dischi s.r.l.
Nel 1977 la Durium raggiunse il proprio picco con un incremento di vendite netto del 35% rispetto all'anno precedente, per un totale di 6,25 milioni di dollari dell'epoca, mentre l'anno di massimo capitale sociale fu il 1982: 720 milioni di lire.

### Gli anni ottanta e il fallimento
Nel 1981 la Durium festeggia anticipatamente il proprio cinquantenario, ma le vendite, complici la diffusione delle audiocassette registrabili e la diffusione della musica attraverso le radio libere, sono già in netto calo: dalle 800 000 copie di qualche anno prima, una hit da numero uno non riesce a vendere più di 400 000 copie.
La crisi peggiora nella seconda metà degli anni ottanta, in concomitanza con la diffusione dei costosi cd e in contemporanea con molte imprese discografiche: nel 1986 Krikor Mintanjan abbandona la società, rilevata da Luca Rinaldi, il quale successivamente la cede ad Enrico Rovelli (che nello stesso periodo ha anche acquistato la Ariston Records).
Nonostante questo negli anni ottanta continua l'attività di ricerca di nuovi talenti portando al successo molti artisti, tra cui i Vanadium, uno dei primi gruppi heavy metal italiane, e una giovane Fiordaliso che lancia al Festival di Sanremo successi come Una sporca poesia, Oramai, Non voglio mica la luna, Il mio angelo e Fatti miei.
Rovelli tenta quindi la ristrutturazione aziendale. Il primo ramo ad essere tagliato fu quello più costoso: la incisione, produzione e stampa dei prodotti finiti. Lo stabilimento di Erba, ormai troppo costoso, fu così abbandonato. A ruota, anche le attività di registrazione e mixaggio dei dischi vennero dismesse, lasciando quindi anche gli studi di viale Troya. In questo modo, la Durium si trovò a usufruire, solo quando necessario, di studi di registrazione e di stampa terzi come fornitori.  Di fatto, dal 1984 i lavoratori vennero progressivamente posti in integrazione salariale straordinaria a causa della situazione di crisi aziendale.
Le vendite, però, complice il catalogo non più competitivo e la carenza di nuovi artisti in grado di vendere a sufficienza, continuarono a declinare. Lo stesso Rovelli tentò quindi di costituire una società, la Kono Records, con l'intenzione di fondere i cataloghi di Durium ed Ariston, ma a causa del passivo accumulato dalle due aziende l'operazione non andò a buon fine.
La Kono pertanto nascerà poi come casa discografica autonoma inglobando alcuni artisti della Ariston e della Durium, entrambe fuori da ogni attività operativa nel 1989. La Durium viene dichiarata fallita il 14 marzo 1989; a quel punto, furono liberati anche gli uffici della sede legale, in via Manzoni, cessando la Durium di esistere anche formalmente.

## La struttura aziendale
Per quanto riguarda la filiera produttiva, la Durium era nata prima del concetto di "campus" in cui concentrare in un'unica sede amministrazione, registrazione, e produzione/stampa di dischi; concetto utilizzato da major nate nel dopoguerra quali la RCA Italiana e la CGD. Anche per praticità, possedendo già uffici e strutture attrezzate, scelse di svilupparle mantenendole però separate. Le varie fasi di demo, arrangiamento e registrazione furono quindi eseguite negli studi di viale Troya (nei pressi di piazza Napoli) - dove venne allestito un attrezzato studio di registrazione mantenuto continuamente aggiornato - oltre che presso studi terzi.
Ad Erba, in via Trieste, dove era presente lo stabilimento di produzione presso cui venivano stampati gli album e prodotte le musicassette, fu proseguita tale attività con nuovi impianti, sotto la responsabilità prima di Valsecchi e successivamente di Mario Cvek. La modernizzazione procedette senza soluzione di continuità con continui investimenti, al punto che nel 1977 lo stabilimento si distingueva nel panorama italiano per la modernità degli impianti e per la qualità del lavoro Per tutta l'epoca del vinile e delle audiocassette, buona parte dell'attività veniva svolta in conto terzi per le più famose ed importanti case discografiche italiane. La grafica e stampa delle copertine fu delegata a diversi studi e stamperie (fra cui, molto utilizzata, la Centonze di Como). 
La parte amministrativa fu mantenuta presso gli uffici di via Alessandro Manzoni. 
Dopo il fallimento, le diverse sedi, ubicate in palazzine e strutture residenziali, furono restituite e utilizzate per altri scopi. Lo stabilimento di Erba è stato demolito.

## Le sottoetichette e le attività per conto terzi
Come molte altre case discografiche, anche la Durium ha dato vita ad alcune sottoetichette di cui la più nota è la Targa Italiana, che ha pubblicato anche alcuni album e 45 giri di Vasco Rossi; inoltre la Durium distribuì altre etichette come la Sprint, la Titanus e la Karim, oltre alla serie Cicala, nata per composizioni classiche e interpretazioni di testi poetici. 
La Durium, oltre ad aver registrato e stampato per anni rispettivamente artisti e supporti per altre aziende prive di stabilimenti, ha anche curato la distribuzione per altre case discografiche. Ad esempio, per alcuni anni si è occupata della distribuzione della PDU, l'azienda discografica fondata da Mina.

## Il catalogo ed il marchio Durium
Dopo la chiusura della Durium, mentre Rovelli proseguirà la sua carriera di agente di molti artisti, tra cui Vasco Rossi, i cataloghi della Durium e della Ariston saranno al centro di contenziosi legali, venendo ceduti poi alla Ricordi e successivamente confluendo nel patrimonio dell'acquirente BMG. Lo stesso marchio Durium viene acquisito da queste aziende e, seppur non formalmente rinnovato, è stato utilizzato saltuariamente per ristampare i dischi di alcuni artisti.

## Dischi
Per la datazione ci si è basati sull'etichetta del disco, o sul vinile o, infine, sulla copertina; qualora nessuno di questi elementi avesse una datazione, sulla numerazione del catalogo; se esistenti, sono riportati oltre all'anno il mese e il giorno.

### 78 giri flexy in cartone
| Numero di catalogo | Anno | Interprete        | Titoli                               |
| ------------------ | ---- | ----------------- | ------------------------------------ |
| L5017              | 1936 | Tenente Guglielmi | ‘A gelusia                           |
| L5031              | 1936 | Rachel            | Dica dica dica                       |
| L5038              | 1936 | Rachel            | Chiudo gli occhi e penso a te        |
| L5062              | 1936 | Miscel            | Continentale                         |
| L5076              | 1936 | Miscel            | Africanella                          |
| L5125              | 1936 | Miscel            | Napoli piange e ride                 |
| L8165              | 1938 | Angelo Servida    | Sogniamo insieme/Mi sento milionario |

### 78 giri in gommalacca
| Numero di catalogo | Anno               | Interprete                                                                                          | Titoli                                                              |
| ------------------ | ------------------ | --------------------------------------------------------------------------------------------------- | ------------------------------------------------------------------- |
| A 9127             | 9 ottobre 1946     | Tullio Mobiglia e la sua orchestra                                                                  | Mr.Jinx/Alì Babà                                                    |
| A 9162             | 20 maggio 1947     | Flo Sandon's                                                                                        | Amado mio/Put the blame on mame (Non v'innamorate) dal film Gilda   |
| A 9269             | 17 settembre 1948  | Flo Sandon's                                                                                        | O mama, mama/Louisiana                                              |
| A 9311             | 1949               | Flo Sandon's                                                                                        | Troppo tardi/I pappagalli                                           |
| A 9328             | 1949               | Bruno Rosettani                                                                                     | Balbettando.../O suocera                                            |
| A 9336             | 16 marzo 1949      | Flo Sandon's                                                                                        | Samba a Posillipo/Ay! Che Samba!                                    |
| A 9337             | 21 marzo 1949      | Flo Sandon's                                                                                        | The man I love/Star Dust                                            |
| A 9338             | 15 marzo 1949      | Flo Sandon's                                                                                        | Stormy weather/Summer time                                          |
| A 9362             | 1949               | Flo Sandon's (sul lato A)/Bruno Rosettani (sul lato B)                                              | Verde luna/È troppo tardi                                           |
| AI 9374            | 1949               | Roberto Murolo                                                                                      | Scalinatella/Guapparia                                              |
| A 9438             | 1949               | Panzuti e il complesso Durium (canta Gigi Marra)                                                    | La samba dei baci/Ohi we'                                           |
| A 9468             | 1949               | Bruno Rosettani                                                                                     | Jump maestro/I pirati di Baitalà                                    |
| A 9474             | 1949               | Special Starmaker Hot, sax tenore solista Tullio Mobiglia                                           | Hiroscyma/L'oca zoppa                                               |
| A 9477             | 1949               | Wanda Osiris                                                                                        | Sentimental/Notturno d'amore                                        |
| A 9505             | 1950               | Flo Sandon's col Complesso Gambarelli (sul lato A)/Complesso Gambarelli (sul lato B)                | Portrait of Jennie/Harry Lime Theme                                 |
| A 9568             | 1950               | Gigi Marra                                                                                          | Che bel fiulin!/Ay! che mondo...                                    |
| A 9582             | 1950               | Maria Dattoli (sul lato A)/Bruno Rosettani (sul lato B)                                             | La mia vita è un romanzo/Poterti conquistare                        |
| M 9686             | 1950               | Edoardo Lucchina                                                                                    | C'est si bon/La tua voce                                            |
| A 9709             | 27 gennaio 1951    | Flo Sandon's                                                                                        | They say it's wonderful/On an island with you                       |
| A 9754             | 1951               | Flo Sandon's                                                                                        | Sacrificio./Grazie dei fiori                                        |
| A 9870             | 1951               | Flo Sandon's                                                                                        | Quando fumo/Lasciate entrare il sole                                |
| A 9924             | 1951               | Quintetto Vocale I Radars sul lato A/Mario De Paoli sul lato B                                      | Papaveri e papere/Madonna delle rose                                |
| A 9941             | 1951               | Enzo Brunelli e Quintetto Vocale I Radars sul lato A/Quintetto Vocale I Radars sul lato B           | Vola colomba/Papaveri e papere                                      |
| A 9942             | 1952               | Flo Sandon's                                                                                        | T'ho voluto bene/El Negro Zumbón                                    |
| A 9970             | 1952               | Flo Sandon's                                                                                        | Stringimi sul cuor/Jezebel                                          |
| A 9996             | 1952               | Roberto Murolo                                                                                      | Passero sulitario/Siente a mme                                      |
| A 10040            | 23 settembre 1952  | Flo Sandon's (sul lato A)/Flo Sandon's e Quartetto Vocale Radars (sul lato B)                       | Mi Cafetal/Jezebel                                                  |
| M 10094            | 1952               | Edoardo Lucchina                                                                                    | Padam Padam/Domino                                                  |
| M 10095            | 1952               | Edoardo Lucchina                                                                                    | Coimbra/T'amo t'amo t'amo                                           |
| M 10096            | 1952               | Edoardo Lucchina                                                                                    | Blue tango/Flamenco                                                 |
| M 10097            | 1952               | Edoardo Lucchina                                                                                    | L'anima dei poeti/Mambo brasileiro                                  |
| A 10121            | 14 gennaio 1953    | Flo Sandon's                                                                                        | L'altra/Qualcuno cammina                                            |
| A 10122            | 1953               | Flo Sandon's                                                                                        | Acque amare/Il tamburino del reggimento                             |
| A 10124            | 1953               | Bruno Rosettani                                                                                     | Vecchio scarpone/Papà Pacifico                                      |
| A 10128            | 30 marzo 1953      | Luciano Sangiorgi                                                                                   | Arlecchinata/Noi due                                                |
| A 10133            | 11 febbraio 1953   | Flo Sandon's                                                                                        | El bajon/La samba dell'uccellino                                    |
| A 10134            | 1953               | Flo Sandon's                                                                                        | I've been kissed before/Trinidad                                    |
| M 10164            | 1953               | Edoardo Lucchina                                                                                    | Sciovia/Il cammelliere                                              |
| A 10179            | 1953               | Flo Sandon's                                                                                        | Il canarino/Duska                                                   |
| A 10187            | 12 maggio 1953     | Flo Sandon's                                                                                        | Un uomo per me/Lo sa il ciel                                        |
| M 10196            | 1953               | Edoardo Lucchina                                                                                    | Smarrimento/Tango delle rose                                        |
| A 10198            | 13 luglio 1953     | Flo Sandon's (sul lato A)/Flo Sandon's e Bruno Rosettani (sul lato B)                               | Viejo Brazil/Sugar Bush                                             |
| A 10217            | 1953               | Roberto Murolo                                                                                      | Cartulina 'e Napule/Tarantella 'e na vota                           |
| A 10238            | 28 settembre 1953  | Flo Sandon's                                                                                        | Moulin Rouge/Un bacio ancor (Kiss)                                  |
| M 10243            | 1953               | Enzo Brunelli                                                                                       | Perdonami/Amico tango                                               |
| A 10278            | 10 novembre 1953   | Flo Sandon's                                                                                        | Jurnata triste/Te sto aspettanno                                    |
| M 10282            | 1953               | Edoardo Lucchina                                                                                    | A media luz/No es lindo                                             |
| M 10283            | 1953               | Edoardo Lucchina                                                                                    | Adios Pampa mia/El tropero del amor                                 |
| M 10284            | 1953               | Edoardo Lucchina                                                                                    | Mi alma/Garua                                                       |
| A 10288            | 1953               | Flo Sandon's, Bruno Rosettani e Duo Blengio (sul lato A)/Bruno Rosettani e Duo Blengio (sul lato B) | ...E su il cappello (e giù il cappello)/Non ritorni più             |
| A 10289            | 22 dicembre 1953   | Flo Sandon's (sul lato A)/Flo Sandon's, Bruno Rosettani e Duo Blengio (sul lato B)                  | Lilì/Zin Zin Zin                                                    |
| A 10292            | 22 dicembre 1953   | Flo Sandon's                                                                                        | Lilì/The call of the far away hills (La voce dei monti)             |
| A 10311            | 1954               | Flo Sandon's e Bruno Rosettani (sul lato A)/Flo Sandon's e Bruno Rosettani e Coro (sul lato B)      | Aveva un bavero/Arriva il direttore                                 |
| A 10313            | 1954               | Flo Sandon's                                                                                        | Piripicchio e Piripicchia/Gioia di vivere                           |
| A 10314            | 1954               | Bruno Rosettani (sul lato A)/Flo Sandon's e Bruno Rosettani (sul lato B)                            | Mogliettina/Cirillino Ci                                            |
| A 10351            | 1954               | Flo Sandon's, Orchestra diretta da Federico Bergamini / Alla celesta: Edoardo Lucchina (sul lato B) | Mon Pays/O Mein Papà                                                |
| M 10368            | 1954               | Edoardo Lucchina                                                                                    | La testa all'ombra/Troppo orgogliosa                                |
| A 10384            | Agosto 1954        | Roberto Murolo                                                                                      | Scapricciatiello/Serenata a muglierema                              |
| A 10385            | Agosto 1954        | Roberto Murolo                                                                                      | Sci...sci...(piazza dei martiri)/Embe' mberebe' mberebe'            |
| A 10386            | Agosto 1954        | Roberto Murolo                                                                                      | Cu 'a bona maniera/O jes!                                           |
| A 10409            | 14 settembre 1954  | Flo Sandon's e Quartetto Langosz                                                                    | Marieta...(monta in gondola)/Quattro gondole                        |
| A 10410            | 15 settembre 1954  | Flo Sandon's                                                                                        | E' stata un'avventura/Fante di cuori                                |
| A 10411            | 15 settembre 1954  | Flo Sandon's                                                                                        | Johnny Guitar/Inutilmente                                           |
| A 10412            | 16 settembre 1954  | Flo Sandon's                                                                                        | Tu You Du/Segreto d'amore                                           |
| A 10413            | 16 settembre 1954  | Flo Sandon's                                                                                        | Johnny Guitar/Secret love                                           |
| A 10448            | 1954               | Flo Sandon's                                                                                        | Pioggia/Mi brucia il cuor                                           |
| A 10453            | 8-10 novembre 1954 | Flo Sandon's e Trio Joice (sul lato A)/Flo Sandon's e Quartetto Vocale (sul lato B)                 | That's amore (Questo è amore)/The Deadwood Stage (Postiglione va !) |
| A 10482            | 13 dicembre 1954   | Flo Sandon's e Quartetto Langosz (sul lato A)/Flo Sandon's e Trio Joice (sul lato B)                | Saltarello geloso/L'ammore è 'nu canario                            |
| A 10505            | 1955               | Flo Sandon's                                                                                        | Sentiero/Non penserò che a te                                       |
| A 10507            | 15-18 gennaio 1955 | Aurelio Fierro (sul lato A)/Flo Sandon's e Trio Joice (sul lato B)                                  | Che fai tu luna in ciel/Zucchero e pepe                             |
| A 10571            | 20 maggio 1955     | Flo Sandon's                                                                                        | Sento nel cuore Maggio/Baciatevi stasera                            |
| A 10572            | 1955               | Flo Sandon's                                                                                        | La storia di un povero cuore/Non parlare... baciami                 |
| A 10573            | 1955               | Flo Sandon's                                                                                        | Ombra del porto/Un brivido di vento                                 |
| A 10696            | 1956               | Flo Sandon's                                                                                        | L'amore è una cosa meravigliosa/Quanto m'amerai                     |
| A 10698            | 9-14 gennaio 1956  | Flo Sandon's                                                                                        | Malagueña/Oho Aha (Ciao)                                            |
| A 10722            | 1956               | Nella Colombo                                                                                       | Sogni d'or/Il bosco innamorato                                      |
| A 10787            | 1956               | Aurelio Fierro                                                                                      | Guaglione/Manname 'nu raggio 'e sole                                |
| A 10799            | 1956               | Aurelio Fierro                                                                                      | Guaglione/Piccerella                                                |
| A 10855            | 3 ottobre 1956     | Flo Sandon's                                                                                        | La mia fortuna/Se guardo te                                         |
| A 10975            | 14 settembre 1957  | Aurelio Fierro                                                                                      | Suonno e Fantasia/Lazzarella                                        |
| A 11026            | 22 luglio 1957     | Aurelio Fierro                                                                                      | 'A sunnambula/Doppo Pasca'... viene me pesca'!                      |
| A 11071            | 1957               | Nella Colombo                                                                                       | Vivrò/Un angelo è sceso a Brooklyn                                  |
| A 11108            | 1958               | Quartetto Radar                                                                                     | I trulli di Alberobello/Campane di santa Lucia                      |
| A 11109            | 1958               | Nella Colombo                                                                                       | L'edera/Arsura                                                      |
| A 11110            | 1958               | Nella Colombo                                                                                       | Mille volte/E' molto facile dirsi addio                             |
| A 11111            | 1958               | Bruno Rosettani e Duo Blengio                                                                       | Tu sei del mio paese/Cos'è un bacio                                 |
| A 11112            | 1958               | Bruno Rosettani                                                                                     | Fantastica/Nozze d'oro                                              |
| A 11113            | 1958               | Bruno Rosettani                                                                                     | Se tornassi tu/La canzone che piace a te                            |
| A 11114            | 1958               | Aurelio Fierro                                                                                      | Io sono te/Amare un'altra                                           |
| A 11115            | 20 gennaio 1958    | Aurelio Fierro e Trio Joice (sul lato A)/ Aurelio Fierro (sul lato B)                               | Fragole e cappellini/Giuro d'amarti così                            |
| A 11116            | 1958               | Aurelio Fierro                                                                                      | Nel blu dipinto di blu/Timida serenata                              |
| A 11117            | 1958               | Aurelio Fierro                                                                                      | Giuro d'amarti così/I trulli di Alberobello                         |
| A 11118            | 1958               | Flo Sandon's e Quartetto Radar (sul lato B)                                                         | Io sono te/Timida serenata                                          |
| A 11119            | 1958               | Flo Sandon's                                                                                        | Giuro d'amarti così/Non potrai dimenticare                          |
| A 11120            | 1958               | Flo Sandon's                                                                                        | Ho disegnato un cuore/Non potrai dimenticare                        |
| A 11259            | 19 gennaio 1959    | Flo Sandon's                                                                                        | Ma baciami/Conoscerti                                               |
| A 11260            | 1959               | Flo Sandon's                                                                                        | Tu sei qui/Per tutta la vita                                        |

### 33 giri

#### 25 cm
| Numero di catalogo | Anno             | Interprete                                                                             | Titoli                                                                                         |
| ------------------ | ---------------- | -------------------------------------------------------------------------------------- | ---------------------------------------------------------------------------------------------- |
| ms Al 501          | 1955             | Roberto Murolo                                                                         | Roberto Murolo e la sua chitarra (I)                                                           |
| ms Al 502          | 1955             | Roberto Murolo                                                                         | Roberto Murolo e la sua chitarra (II)                                                          |
| ms Al 503          | 1955             | Luciano Sangiorgi                                                                      | Motivi di Lecuona e dell'America Latina                                                        |
| ms Al 504          | 1955             | Luciano Sangiorgi                                                                      | Luciano Sangiorgi al pianoforte                                                                |
| ms Al 505          | 1955             | Edoardo Lucchina                                                                       | Ballando con Edoardo Lucchina - Prima raccolta di successi                                     |
| ms Al 506          | 1955             | Manuel Diaz Cano                                                                       | Celebri melodie per assolo di chitarra                                                         |
| ms Al 507          | 1955             | Roberto Murolo e Luciano Sangiorgi                                                     | Melodie napoletane per canto e pianoforte                                                      |
| ms Al 508          | 1955             | Luciano Sangiorgi                                                                      | Motivi di successo                                                                             |
| ms Al 509          | 1955             | Aurelio Fierro                                                                         | Melodie del Golfo - Prima raccolta                                                             |
| ms A 510           | 1955             | Aurelio Fierro                                                                         | Melodie del Golfo - Seconda raccolta                                                           |
| ms Al 511          | 1955             | Flo Sandon's                                                                           | Parata di successi nº1                                                                         |
| ms Al 512          | 1955             | Flo Sandon's                                                                           | Parata di successi nº2                                                                         |
| ms A 513           | 1955             | Edoardo Lucchina                                                                       | Ballando con Lucchina - Seconda raccolta di successi                                           |
| ms Al 514          | 1955             | Federico Bergamini, Edoardo Lucchina, Tullio Mobiglia                                  | Ballate con le orchestre                                                                       |
| ms Al 515          | 1955             | Federico Bergamini, Edoardo Lucchina, Tullio Mobiglia                                  | Ballate con le orchestre                                                                       |
| ms Al 516          | 1955             | Roberto Murolo                                                                         | Roberto Murolo e la sua chitarra                                                               |
| ms Al 517          | 1955             | Roberto Murolo                                                                         | Roberto Murolo e la sua chitarra                                                               |
| ms A 518           | 1955             | Aurelio Fierro                                                                         | Canzoni d'altri tempi - Prima raccolta                                                         |
| ms Al 519          | 1955             | AA.VV.                                                                                 | Danze folcloristiche con i complessi di A,Aiello, A.Casella, E.Lucchina, L.Marcheselli, A.Rota |
| ms Al 520          | 1955             | Irma Bozzi Lucca                                                                       | Canti natalizi per canto, coro e orchestra                                                     |
| ms A 521           | 1956             | Flo Sandon's                                                                           | Parata di successi n° 3 - Musiche da film                                                      |
| ms A 522           | 1956             | Dante Perduca e il suo Quartetto all'italiana                                          | 25 minuti di liscio                                                                            |
| ms A 523           | 1956             | Gian Franco Intra, Tullio Mobiglia, Carlo Savina                                       | Ballate con le orchestre                                                                       |
| ms A 524           | 1956             | Flo Sandon's, Bruno Rosettani, Aurelio Fierro                                          | 5º Festival della canzone - Sanremo 1955                                                       |
| ms A 525           | 1956             | Edoardo Lucchina                                                                       | Ballando con Edoardo Lucchina - Terza raccolta di successi (Motivi del tempo passato)          |
| ms A 526           | 1956             | Aurelio Fierro                                                                         | Melodie del Golfo - Terza raccolta                                                             |
| ms A 527           | 1956             | Sergio Centi e la sua chitarra                                                         | Canzoni romane - Prima raccolta                                                                |
| ms A 528           | 1956             | Gian Franco Intra e la sua orchestra                                                   | I ballabili del 5º Festival di Sanremo                                                         |
| ms A 529           | 1956             | Dante Perduca e il suo Sestetto all'italiana                                           | Dolce musica                                                                                   |
| ms A 530           | 1956             | Bruno Rosettani                                                                        | Serie di successi n° 1                                                                         |
| ms Al 531          | 1956             | La chitarra di Manuel Diaz Cano                                                        | Arie popolari                                                                                  |
| ms A 532           | 1956             | Sergio Centi                                                                           | Angolo di cielo                                                                                |
| ms Al 533          | 1956             | Luciano Sangiorgi                                                                      | Impressioni di New York                                                                        |
| ms A 534           | 1956             | Gian Franco Intra quartetto                                                            | Crazy Rhythm                                                                                   |
| ms A 535           | 1956             | Marino Marini e il suo quartetto                                                       | Allegri ballabili (I)                                                                          |
| ms Al 536          | 1956             | Luciano Sangiorgi pianoforte e ritmi                                                   | Impressioni di Parigi                                                                          |
| ms A 537           | 1956             | Federico Bergamini, Gian Franco Intra, Edoardo Lucchina, Tullio Mobiglia, Carlo Savina | Ballate con le orchestre                                                                       |
| ms M 538           | 1956             | Edoardo Lucchina                                                                       | Tanghi celebri                                                                                 |
| ms A 539           | 1956             | Edoardo Lucchina                                                                       | Ballabili con ritornello cantato                                                               |
| ms A 541           | 1956             | Sergio Centi e la sua chitarra                                                         | Canzoni romane - Seconda raccolta                                                              |
| ms A 542           | 1956             | Marino Marini e il suo quartetto                                                       | Allegri ballabili (II)                                                                         |
| ms A 544           | 1956             | Bruno Rosettani                                                                        | Serie di successi n° 2                                                                         |
| ms Al 545          | 17 febbraio 1956 | Roberto Murolo e la sua chitarra                                                       | Oggi, dimane e...sempre                                                                        |
| ms A 546           | 1956             | Aurelio Fierro                                                                         | Melodie del Golfo - Quarta raccolta                                                            |
| ms Al 547          | 1956             | Tito Schipa                                                                            | Canzoni di Napoli                                                                              |
| ms A 548           | 1956             | Aurelio Fierro                                                                         | Canzoni d'altri tempi - Seconda raccolta                                                       |
| ms A 549           | 1956             | Rino Salviati e la sua chitarra                                                        | Canzoni di successo - prima raccolta                                                           |
| ms A 550           | 1956             | Rino Salviati e la sua chitarra                                                        | Vecchi successi - seconda raccolta                                                             |
| ms Al 551          | 1956             | Luciano Sangiorgi pianoforte e ritmi                                                   | Impressioni italiane                                                                           |
| ms A 552           | 1956             | Flo Sandon's                                                                           | Parata di successi n° 4                                                                        |
| ms A 553           | 1956             | Marino Marini e il suo quartetto                                                       | Allegri ballabili (III)                                                                        |
| ms A 554           | 1956             | Gianfranco Intra, Edoardo Lucchina, Federico Bergamini                                 | Ballate con le orchestre                                                                       |
| ms Al 555          | 1956             | Roberto Murolo e la sua chitarra                                                       | Vecchia Napoli                                                                                 |
| ms A 556           | 1956             | AA.VV.                                                                                 | Le dieci canzoni del Festival di Sanremo 1956                                                  |
| ms M 557           | 1956             | Edoardo Lucchina organo Hammond, piano e ritmi                                         | Ballando sui motivi del Festival di Sanremo 1956                                               |
| ms Al 558          | 1956             | Luciano Sangiorgi                                                                      | Concerto di Varsavia                                                                           |
| ms A 559           | 1956             | Marino Marini e il suo quartetto                                                       | Allegri ballabili (IV)                                                                         |
| ms Al 560          | 1956             | Luciano Sangiorgi                                                                      | Impressioni dell'America Latina                                                                |
| ms Al 561          | 1956             | Edoardo Lucchina, Tullio Mobiglia                                                      | Ballabili di successo                                                                          |
| ms A 562           | 12 giugno 1956   | Aurelio Fierro                                                                         | Canzoni d'altri tempi - Terza raccolta                                                         |
| ms Al 563          | 1956             | Manuel Diaz Cano                                                                       | Celebri melodie per assolo di chitarra                                                         |
| ms M 564           | 1956             | Edoardo Lucchina                                                                       | Valzer celebri                                                                                 |
| ms A 565           | 1956             | Aurelio Fierro                                                                         | 4º Festival della Canzone Napoletana 1956                                                      |
| ms Al 566          | 1956             | Roberto Murolo e la sua chitarra                                                       | Vecchia Napoli - Volume 2                                                                      |
| ms A 568           | 1956             | Alberto Rabagliati ed Evelina Sironi                                                   | Le canzoni de "La Madonina"                                                                    |
| ms A 569           | 1957             | Rino Salviati                                                                          | Da Siviglia a Buenos Ayres                                                                     |
| ms A 571           | 1957             | Marino Marini                                                                          | Allegri ballabili (V)                                                                          |
| ms A 572           | 1957             | AA.VV.                                                                                 | 7º Festival della canzone italiana - Sanremo 1957                                              |
| ms Al 576          | 1957             | Roberto Murolo e la sua chitarra                                                       | Vecchia Napoli - Volume 3                                                                      |
| ms Al 577          | 1957             | Bruno Quirinetta                                                                       | Bruno Quirinetta e la sua orchestra                                                            |
| ms A 578           | 1957             | Aurelio Fierro, Olga Pizzi e Enza Dorian                                               | V Festival della canzone napoletana - 1957                                                     |
| ms A 579           | 1957             | Mario Pezzotta                                                                         | Mario Pezzotta e i suoi solisti                                                                |
| ms A 580           | 1957             | Marino Marini                                                                          | Marino Marini e il suo quartetto                                                               |
| ms A 581           | 1957             | Il Coro del C.A.I. di Padova                                                           | Canti della montagna                                                                           |
| ms A 582           | 1957             | Leonildo Marcheselli e il suo complesso                                                | Danze Folcloristiche vol.2                                                                     |
| ms A 583           | 1957             | Flo Sandon's e Quartetto Radar                                                         | canzoni varie                                                                                  |
| ms A 584           | 1957             | Marino Marini                                                                          | Marino Marini e il suo quartetto                                                               |
| ms A 585           | 1957             | Mario Pezzotta e la sua orchestra                                                      | Seconda raccolta                                                                               |
| ms A 586           | 1957             | AA.VV.                                                                                 | Night club in Italia                                                                           |
| ms A 587           | 1957             | Aurelio Fierro                                                                         | Piedigrotta 1957                                                                               |
| ms A 588           | 1958             | AA.VV.                                                                                 | Le dieci canzoni finaliste dell'8º Festival di Sanremo - 1958                                  |
| ms A 589           | 1958             | AA.VV. (Isa Di Marzio, Bruno Rosettani, Duo Blengio, Nella Colombo e altri)            | Però...la vita è bella                                                                         |
| ms A 590           | 1958             | Edoardo Lucchina                                                                       | Ballabili di successo                                                                          |
| ms A 591           | 1958             | Quartetto Radar, Vickie Henderson, Flo Sandon's e Marino Marini                        | Schermo sonoro - Musiche da films                                                              |
| ms A 594           | 1958             | Aurelio Fierro                                                                         | VI Festival della canzone napoletana                                                           |
| ms Al 595          | 1958             | Roberto Murolo e la sua chitarra                                                       | Vecchia Napoli - Volume 4                                                                      |
| ms A 596           | 1958             | Marino Marini                                                                          | Marino Marini e il suo quartetto                                                               |
| ms A 598           | 1958             | Quartetto Radar                                                                        | Un disco...dei Radar                                                                           |
| ms A 602           | 1959             | Marino Marini                                                                          | Marino Marini e il suo quartetto (Piove! ciao, ciao bambina)                                   |
| ms A 604           | 1959             | Flo Sandon's                                                                           | 8 African Ritual Songs                                                                         |
| ms Al 605          | 1959             | Roberto Murolo e la sua chitarra                                                       | Vecchia Napoli - Volume 5                                                                      |
| ms Al 606          | 1959             | Roberto Murolo e la sua chitarra                                                       | Omaggio a Salvatore Di Giacomo                                                                 |
| ms Al 607          | 1959             | Roberto Murolo e la sua chitarra                                                       | Vecchia Napoli - Volume 6                                                                      |
| ms M 609           | 1959             | Edoardo Lucchina                                                                       | 10 tanghi per fisarmonica e ritmi                                                              |
| ms A 611           | 1959             | Roberto Murolo                                                                         | Omaggio a Libero Bovio                                                                         |
| ms AI 612          | 13 marzo 1963    | Roberto Murolo                                                                         | Omaggio a E.A. Mario                                                                           |

#### 30 cm
| Numero di catalogo                | Anno              | Interprete                                                                            | Titoli                                                                                            |
| --------------------------------- | ----------------- | ------------------------------------------------------------------------------------- | ------------------------------------------------------------------------------------------------- |
| ms A 77001                        | 1959              | Marino Marini e il suo quartetto                                                      | Marino Marini e il suo quartetto                                                                  |
| ms A 77002                        | 1959              | Roy Thompson                                                                          | Ambassador of Calypso                                                                             |
| ms A 77003                        | 30 ottobre 1957   | AA.VV.                                                                                | Vacanze in Italia n° 1 - Raccolta di ballabili cantati                                            |
| ms A 77004                        | 1959              | Voci di Alighiero Noschese e Maria Virginia Benati con l'orchestra di Mario Migliardi | I dodici oroscopi                                                                                 |
| ms A 77005                        | 1959              | AA.VV.                                                                                | Pensando a te                                                                                     |
| ms A 77006                        | 1959              | Luciano Sangiorgi                                                                     | Musica per meditare                                                                               |
| ms A 77008                        | 3 aprile 1958     | AA.VV.                                                                                | Vacanze in Italia n° 2 - Raccolta di ballabili cantati                                            |
| ms A 77009                        | 1959              | Roberto Murolo.                                                                       | Roberto Murolo e la sua chitarra                                                                  |
| ms A 77011                        | 1959              | Aurelio Fierro                                                                        | Canzoni di successo                                                                               |
| ms A 77012                        | 27 settembre 1958 | AA.VV.                                                                                | Vacanze in Italia n° 3 - Raccolta di ballabili cantati                                            |
| ms A 77013                        | 1959              | Marino Marini                                                                         | Marino Marini e il suo quartetto n° 2                                                             |
| ms A 77014                        | 1959              | AA.VV.                                                                                | Let's dance in Carnival                                                                           |
| ms A 77015                        | 1959              | AA.VV.                                                                                | 9º Festival della Canzone Italiana - Sanremo 1959                                                 |
| ms A 77016                        | 1959              | Marino Marini                                                                         | Marino Marini e il suo quartetto n° 3                                                             |
| ms A 77017                        | 1959              | AA.VV.                                                                                | Week End - Raccolta di canzoni italiane                                                           |
| ms A 77018                        | 1959              | Luciano Sangiorgi - Pianoforte e ritmi                                                | I grandi successi italiani e stranieri                                                            |
| ms A 77019                        | 15 aprile 1959    | AA.VV.                                                                                | Juke-box Music                                                                                    |
| ms A 77020                        | 1959              | AA.VV.                                                                                | 7º Festival della Canzone Napoletana - 1959                                                       |
| ms A 77021                        | 1959              | Gastone Parigi                                                                        | Gastone Parigi e il suo quintetto                                                                 |
| ms A 77022                        | 1959              | AA.VV.                                                                                | Vacanze in Italia n° 4 - Raccolta di ballabili cantati                                            |
| ms A 77023                        | 1959              | AA.VV.                                                                                | Hi-fi Club - Raccolta di ballabili cantati                                                        |
| ms A 77024                        | 1959              | Little Tony and his brothers                                                          | Rock Parade                                                                                       |
| ms A 77027                        | 1960              | AA.VV.                                                                                | X Festival della Canzone Italiana - 1960                                                          |
| ms A 77028 (ristampa di ms A 518) | 1960              | Aurelio Fierro                                                                        | Canzoni d'altri tempi - Prima raccolta                                                            |
| ms A 77029                        | 1960              | Marino Marini                                                                         | Marino Marini e il suo quartetto n° 4                                                             |
| ms A 77033                        | 1960              | Rino Salviati e Sergio Centi                                                          | Welcome To Rome                                                                                   |
| ms A 77035                        | 1960              | AA.VV.                                                                                | Canzoni, Canzoni, Canzoni                                                                         |
| ms A 77036                        | 1960              | AA.VV.                                                                                | 8º Festival della Canzone Napoletana - 1960                                                       |
| ms A 77037                        | 1960              | Marino Marini                                                                         | Festival di Napoli 1960                                                                           |
| ms A 77039                        | 1960              | AA.VV.                                                                                | Vacanze in Italia n° 6 - Raccolta di ballabili cantati                                            |
| ms A 77040                        | 1960              | AA.VV.                                                                                | Un anno di canzoni - Raccolta di canzoni italiane                                                 |
| ms A 77041                        | 1960              | Marino Marini                                                                         | Marino Marini e il suo quartetto n° 5                                                             |
| ms AI 77042                       | 1960              | Fausto Papetti                                                                        | Raccolta                                                                                          |
| ms A 77047 (ristampa di ms A 548) | 1960              | Aurelio Fierro                                                                        | Canzoni d'altri tempi - Seconda raccolta                                                          |
| ms AI 77051                       | 1961              | Roberto Murolo                                                                        | Roberto Murolo e la sua chitarra                                                                  |
| ms A 77058 (ristampa di ms A 562) | 1961              | Aurelio Fierro                                                                        | Canzoni d'altri tempi - Terza raccolta                                                            |
| ms A 77064                        | 1962              | Aurelio Fierro                                                                        | Canzoni d'altri tempi - quarta raccolta                                                           |
| ms A 77065                        | 1963              | Mario Pezzotta                                                                        | In giro per i night clubs n° 3 - Arethusa club                                                    |
| ms Al 77069                       | 1963              | Roberto Murolo                                                                        | Napoletana. Antologia cronologica della canzone partenopea - Primo volume (dal 1200 al 1700)      |
| ms Al 77070                       | 1963              | Roberto Murolo                                                                        | Napoletana. Antologia cronologica della canzone partenopea - Secondo volume (dal 1700 al 1820)    |
| ms Al 77071                       | 1963              | Roberto Murolo                                                                        | Napoletana. Antologia cronologica della canzone partenopea - Terzo volume (dal 1820 al 1880)      |
| ms Al 77072                       | 1964              | Roberto Murolo                                                                        | Napoletana. Antologia cronologica della canzone partenopea - Quarto volume (dal 1880 al 1897)     |
| ms Al 77073                       | 10 marzo 1964     | Roberto Murolo                                                                        | Napoletana. Antologia cronologica della canzone partenopea - Quinto volume (dal 1897 al 1909)     |
| ms Al 77074                       | 1964              | Roberto Murolo                                                                        | Napoletana. Antologia cronologica della canzone partenopea - Sesto volume (dal 1909 al 1915)      |
| ms Al 77075                       | 1964              | Roberto Murolo                                                                        | Napoletana. Antologia cronologica della canzone partenopea - Settimo volume (dal 1916 al 1925)    |
| ms Al 77076                       | 1964              | Roberto Murolo                                                                        | Napoletana. Antologia cronologica della canzone partenopea - Ottavo volume (dal 1925 al 1938)     |
| ms Al 77077                       | 1964              | Leonildo Marcheselli e il suo quintetto folkloristico                                 | Danze popolari                                                                                    |
| ms A 77080                        | 1965              | Little Tony                                                                           | I successi di Little Tony                                                                         |
| ms M 77082                        | 1965              | Edoardo Lucchina                                                                      | 14 tanghi                                                                                         |
| ms A 77091                        | 1965              | Flo Sandon's                                                                          | Panoramica di canzoni con Flo Sandon's                                                            |
| ms Al 77094                       | 1965              | Roberto Murolo                                                                        | Roberto Murolo e la sua chitarra                                                                  |
| ms Pr 77096                       | 1965              | Edoardo Lucchina e la sua Orchestra                                                   | Ballabili per un week-end                                                                         |
| ms Al 77101                       | 6 maggio 1965     | Roberto Murolo                                                                        | Napoletana. Antologia cronologica della canzone partenopea - Nono volume (dal 1940 al 1950)       |
| ms Al 77102                       | 1965              | Roberto Murolo                                                                        | Napoletana. Antologia cronologica della canzone partenopea - Decimo volume (dal 1950 al 1954)     |
| ms Al 77103                       | 1965              | Roberto Murolo                                                                        | Napoletana. Antologia cronologica della canzone partenopea - Undicesimo volume (dal 1954 al 1956) |
| ms Al 77104                       | 24 maggio 1965    | Roberto Murolo                                                                        | Napoletana. Antologia cronologica della canzone partenopea - Dodicesimo volume (dal 1956 al 1962) |
| ms AI 77115                       | 1966              | Sergio Centi                                                                          | Romana - quinto volume                                                                            |
| ms AI 77116                       | 1966              | Sergio Centi                                                                          | Romana - sesto volume                                                                             |
| ms AI 77117                       | 1966              | Sergio Centi                                                                          | Romana - settimo volume                                                                           |
| ms A 77120                        | 1966              | Santi Latora                                                                          | Sentimentale                                                                                      |
| ms AI 77123                       | 1966              | Los Marcellos Ferial                                                                  | I Marcellos Ferial                                                                                |
| ms A 77127                        | 1966              | Don Cherry                                                                            | Togetherness                                                                                      |
| ms A 77130                        | 1966              | Alberto Rabagliati ed Evelina Sironi                                                  | Nostalgia de Milan                                                                                |
| ms A 77132                        | 1966              | Jo Garsò e Paolo Ciarchi                                                              | Folk & Spiritual                                                                                  |
| ms A 77136                        | 1966              | Santi Latora                                                                          | Great Themes From Great Motion Pictures                                                           |
| ms A 77138                        | 1966              | Pupo De Luca                                                                          | A scuola con Pupo De Luca                                                                         |
| ms A 77141                        | 1966              | Little Tony                                                                           | Riderà                                                                                            |
| ms A 77142                        | 1966              | Tony e Nelly                                                                          | Tony e Nelly                                                                                      |
| ms A 77147                        | 1966              | Nanni Svampa                                                                          | Milano tua                                                                                        |
| ms AI 77154                       | 1967              | Sergio Centi                                                                          | Roma sei sempre stata casa mia                                                                    |
| ms AI 77166                       | 1967              | Sergio Centi                                                                          | Romana - decimo volume                                                                            |
| ms A 77177                        | 1967              | Little Tony                                                                           | Questo mondo non mi va                                                                            |
| ms A 77185                        | 1967              | Sacha Ketoff                                                                          | Aurorea                                                                                           |
| ms A 77188                        | 1967              | Santi Latora                                                                          | Psycodelich Sound                                                                                 |
| ms A 77197                        | 1968              | Santi Latora                                                                          | Professional                                                                                      |
| ms A 77198                        | 1968              | I Crazy Boys                                                                          | Hai negli occhi tutto il sole del mondo                                                           |
| ms AI 77199                       | 1968              | Giorgio Gaslini                                                                       | Grido                                                                                             |
| ms A 77200                        | 1968              | Little Tony                                                                           | Il big Little Tony                                                                                |
| ms A 77204                        | 1968              | AA.VV.                                                                                | Durium Club Numero 1                                                                              |
| ms AI 77208                       | 1969              | Udo Jürgens                                                                           | Udo Jürgens                                                                                       |
| ms AI 77214                       | 1969              | I Nuovi Angeli                                                                        | I Nuovi Angeli                                                                                    |
| ms A 77220                        | 1969              | Giorgio Gaslini, Edmonda Aldini e I Nuovi Angeli                                      | Un quarto di vita                                                                                 |
| ms A 77225                        | 25 luglio 1969    | Nanni Svampa                                                                          | Perché?                                                                                           |
| ms AI 77262                       | 1970              | Franco Cassano                                                                        | Piacevolissimo                                                                                    |
| ms AI 77266                       | 1971              | Mino Reitano                                                                          | L'uomo e la valigia                                                                               |
| ms A 77267                        | 1971              | Giorgio Buratti                                                                       | Don't bother me                                                                                   |
| ms A 77269                        | 1971              | Santi Latora                                                                          | Blue Flame                                                                                        |
| ms AI 77270                       | 30 aprile 1971    | Nanni Svampa, Lino Patruno e Franca Mazzola                                           | Recital di Nanni Svampa, Lino Patruno e Franca Mazzola                                            |
| ms AI 77274                       | 1971              | Fausto Papetti                                                                        | I Remember N. 7: Ciao Italia                                                                      |
| ms AI 77275                       | Giugno 1971       | Gino Paoli                                                                            | Le due facce dell'amore                                                                           |
| ms AI 77281                       | 1971              | Nanni Svampa                                                                          | Nanni Svampa Canta Brassens - Volume Primo                                                        |
| ms AI 77282                       | 1971              | Nanni Svampa                                                                          | Nanni Svampa Canta Brassens - Volume Secondo                                                      |
| ms AI 77283                       | 1971              | Nanni Svampa                                                                          | Nanni Svampa Canta Brassens - Volume Terzo                                                        |
| ms AI 77284                       | 1971              | Fausto Papetti                                                                        | 12ª Raccolta                                                                                      |
| ms AI 77287                       | 1971              | Franca Mazzola e Lino Patruno                                                         | Sento il fischio del vapore                                                                       |
| ms AI 77291                       | Dicembre 1971     | Gino Paoli                                                                            | Rileggendo vecchie lettere d'amore                                                                |
| ms AI 77296                       | 1972              | Mino Reitano                                                                          | Ti amo tanto tanto                                                                                |
| ms AI 77297                       | 1972              | Franco Franchi                                                                        | L'altra faccia di Franco Franchi                                                                  |
| ms A 77301                        | 1972              | Santi Latora                                                                          | Sentimentale n° 3                                                                                 |
| ms AI 77302                       | 1972              | Lino Patruno                                                                          | Il cabaret di Lino Patruno                                                                        |
| ms AI 77306                       | 1972              | Franco Cassano                                                                        | Golden themes from golden films                                                                   |
| ms AI 77307                       | Novembre 1972     | J.E.T.                                                                                | Fede, speranza, carità                                                                            |
| ms AI 77308                       | Novembre 1972     | Loretta Goggi                                                                         | Vieni via con me                                                                                  |
| ms AI 77309                       | Novembre 1972     | Gino Paoli                                                                            | Amare per vivere                                                                                  |
| ms AI 77311                       | 1973              | Marcello Marrocchi                                                                    | ...e pensare che ti ho amato tanto                                                                |
| ms AI 77314                       | 1973              | Franca Mazzola                                                                        | L'ultimo bar                                                                                      |
| ms M 77318                        | 1973              | Edoardo Lucchina                                                                      | La casa verde                                                                                     |
| ms A 77319                        | 1973              | Augusto Righetti                                                                      | Onirico                                                                                           |
| ms A 77321                        | 1973              | Santi Latora                                                                          | Multi Sound Organ                                                                                 |
| ms AI 77322                       | 1973              | Mino Reitano                                                                          | Partito per amore                                                                                 |
| ms AI 77327                       | 1973              | Mino Reitano                                                                          | Mostra Internazionale Musica Leggera Venezia 1973                                                 |
| ms AI 77328                       | 1973              | Franco Cassano                                                                        | Gradevolissimo n° 9                                                                               |
| ms AI 77330                       | 1973              | Wess & Dori Ghezzi                                                                    | Wess & Dori Ghezzi                                                                                |
| ms AI 77336                       | 1973              | Loretta Goggi                                                                         | Formula 2                                                                                         |
| ms AI 77338                       | 1974              | Mino Reitano                                                                          | Tutto Mino                                                                                        |
| ms AI 77345                       | 1974              | Roberto Murolo                                                                        | Raffaele Viviani presentato da Roberto Murolo                                                     |
| ms AI 77346                       | 1974              | Franca Mazzola                                                                        | Eh già ma tu sei grande                                                                           |
| ms AI 77351                       | 1974              | Rosalba Signorino                                                                     | Vento libero                                                                                      |
| ms AI 77354                       | 1974              | La Strana Società                                                                     | Fai tornare il sole                                                                               |
| ms AI 77357                       | 1974              | Nanni Svampa e Lino Patruno                                                           | Pellegrin che vai a Roma                                                                          |
| ms AI 77359                       | 1974              | Wess & Dori Ghezzi                                                                    | Un corpo e un'anima                                                                               |
| ms AI 77360                       | 1975              | Lapera                                                                                | L'acqua purificatrice                                                                             |
| ms AI 77361                       | 1975              | Mino Reitano                                                                          | Dedicato a Frank                                                                                  |
| ms A 77365                        | 1975              | Augusto Righetti                                                                      | The Guitar Sound of Augusto Righetti                                                              |
| ms AI 77366                       | 1975              | Sergio Centi                                                                          | Er mejo parcoscenico der monno                                                                    |
| ms AI 77370                       | 1975              | Wess & Dori Ghezzi                                                                    | Terzo album                                                                                       |
| ms A 77373                        | 1975              | Santi Latora                                                                          | Latin Soul                                                                                        |
| ms AI 77376                       | 1976              | Mino Reitano                                                                          | Omaggio alla mia terra                                                                            |
| ms AI 77382                       | 1976              | Wess & Dori Ghezzi                                                                    | Amore bellissimo                                                                                  |
| ms AI 77384/385                   | 1977              | Gino Paoli                                                                            | Il mio mestiere                                                                                   |
| ms AI 77388                       | 1977              | Mino Reitano                                                                          | Sogno d'amore                                                                                     |
| ms AI 77399                       | 1978              | Vito Paradiso                                                                         | Noi belli noi brutti                                                                              |
| ms AI 77403                       | 1978              | Wess & Dori Ghezzi                                                                    | In due                                                                                            |
| ms AI 77407                       | 1979              | Gli Alisei                                                                            | Gli Alisei                                                                                        |
| ms AI 77408                       | 1979              | Camaleonti                                                                            | ...e camminiamo                                                                                   |
| ms AI 77409                       | 1980              | Mauro Macario                                                                         | Amoropolis                                                                                        |
| ms AI 77419                       | 1980              | Remo Bartolomei                                                                       | Novecentonovantanove storie in comune                                                             |
| ms AI 77421                       | 30 aprile 1981    | Autori vari (Mina, Franco Califano e altri)                                           | Concerto grande per Napoli                                                                        |
| ms AI 77422                       | 1981              | Umberto Cannone                                                                       | Un'ora, un giorno                                                                                 |
| ms AI 77423                       | 1981              | Cristiano Malgioglio                                                                  | Artigli                                                                                           |
| ms AI 77427                       | 21 aprile 1982    | Autori vari (Mina, Gino Paoli e altri)                                                | Mistomare                                                                                         |
| ms AI 77429                       | 1982              | Aldo Donati                                                                           | Cantando                                                                                          |
| ms AI 77434                       | 1983              | Erbablu Style                                                                         | Erbablu Style                                                                                     |
| ms AI 77444                       | 1983              | AA.VV.,                                                                               | La banda dei Puffi                                                                                |
| ms AI 77435                       | 1983              | Fiordaliso                                                                            | Fiordaliso                                                                                        |
| ms AI 77445                       | 1984              | Fiordaliso                                                                            | Non voglio mica la luna                                                                           |
| ms AI 77447                       | 1984              | Fiordaliso                                                                            | Discoquattro                                                                                      |
| ms AI 77448                       | 1985              | Fiordaliso                                                                            | A ciascuno la sua donna                                                                           |
| ms AI 77455 bis                   | 1986              | Fiordaliso                                                                            | Dal vivo per il mondo                                                                             |
| ms AI 77470                       | 1987              | Fiordaliso                                                                            | Fiordaliso                                                                                        |
| ms AI 77467                       | 1987              | Shel Shapiro                                                                          | Per amore della musica                                                                            |
| ms AI 77471                       | 1987              | Amedeo Minghi                                                                         | Serenata                                                                                          |
| ms PR 77124                       | 1966              | I Kings                                                                               | I Kings                                                                                           |

### 45 giri

#### Catalogazione Ld A

##### Anni '50
| Numero di catalogo | Anno              | Interprete                                                          | Titoli                                                               |
| ------------------ | ----------------- | ------------------------------------------------------------------- | -------------------------------------------------------------------- |
| Ld A 6001          | 1955              | Edoardo Lucchina e la sua Orchestra tipica                          | Amico Tango/Cielo azzurro                                            |
| Ld A 6002          | 1955              | Edoardo Lucchina e la sua Orchestra tipica                          | Cumparsita/Caminito                                                  |
| Ld A 6003          | 1955              | Edoardo Lucchina e la sua Orchestra tipica                          | Plegaria/Argentinita                                                 |
| Ld A 6011          | 1955              | Aurelio Fierro                                                      | 'O Nzisto/Spatella 'argiento                                         |
| Ld A 6015          | 2 novembre 1955   | Flo Sandon's sul lato A/Flo Sandon's e Quartetto Langosz sul lato B | I love Paris (Amo Parigi)/Brave man (Good bye, Jane!)                |
| Ld A 6025          | 9 novembre 1955   | Marino Marini ed il suo quartetto                                   | Parata di giocattoli/O                                               |
| Ld A 6026          | 9 novembre 1955   | Marino Marini ed il suo quartetto                                   | Papa Loves Mambo (Babbo ama il mambo)/Miguel                         |
| Ld A 6028          | 1955              | Edoardo Lucchina e la sua Orchestra tipica                          | On a bien l' temps d' pleurer/Soltanto tu                            |
| Ld A 6029          | 15 gennaio 1956   | Flo Sandon's e Quartetto Radar sul lato A/Flo Sandon's sul lato B   | El negro zumbon/Malasierra                                           |
| Ld A 6030          | 1º febbraio 1956  | Flo Sandon's                                                        | Love is a many splendored thing/I speak to the stars                 |
| Ld A 6031          | 1º febbraio 1956  | Flo Sandon's                                                        | Oho Aha (Ciao)/L'ultima volta che vidi Parigi                        |
| Ld A 6033          | 1º febbraio 1956  | Leonildo Marcheselli                                                | La Mattchiche/La Violetta                                            |
| Ld A 6041          | 1956              | Aurelio Fierro                                                      | La vita è un Paradiso di bugie/Nota per nota                         |
| Ld A 6046          | 1956              | Marino Marini e il suo quartetto                                    | Rico Vacilon/Sweet and gentle (Adele)                                |
| Ld A 6052          | 16 giugno 1956    | Flo Sandon's                                                        | Mambo Bacan/I love Paris                                             |
| Ld A 6057          | 1956              | Marino Marini e il suo quartetto                                    | Pesca Pascà/Seven lonely days                                        |
| Ld A 6064          | 1956              | Tullio Mobiglia e i suoi solisti, canta Flo Sandon's (lato A)       | I want you to be my baby/Burn that candle                            |
| Ld A 6070          | 1956              | Edoardo Lucchina e la sua Orchestra tipica                          | Vogliamoci tanto bene/Hernando's Hideaway                            |
| Ld A 6075          | 1957              | Aurelio Fierro                                                      | Corde della mia chitarra/Usignolo                                    |
| Ld A 6086          | 1957              | Marino Marini                                                       | Luna lunatica/Che c'è Conce'?                                        |
| Ld A 6102          | 1957              | Aurelio Fierro                                                      | Lazzarella/Napule, sole mio!                                         |
| Ld A 6112          | 1957              | Marino Marini e il suo quartetto                                    | Don Ciccio 'o piscatore/Mariantò                                     |
| Ld A 6133          | 1957              | Bruno Martelli e la sua Orchestra tipica                            | Coplas/Limon Limonero                                                |
| Ld A 6134          | 1957              | Bruno Martelli e la sua Orchestra tipica                            | El Relicario/Mi Jaca                                                 |
| Ld A 6135          | 1957              | Bruno Martelli e la sua Orchestra tipica                            | El Carretero/El Picador                                              |
| Ld A 6136          | 1957              | Bruno Martelli e la sua Orchestra tipica                            | Lady of Spain/Toledo                                                 |
| Ld A 6137          | 1957              | Quartetto Folkloristico Leonildo Marcheselli                        | Amarezza/Canta niño                                                  |
| Ld A 6143          | 1957              | Flo Sandon's e Quartetto Radar                                      | Ave Maria No Morro/Star-O                                            |
| Ld A 6152          | 1957              | Aurelio Fierro                                                      | Come pioveva/Signorinella                                            |
| Ld A 6153          | 1957              | Aurelio Fierro                                                      | Parlami d'amore Mariù/La canzone dell'amore                          |
| Ld A 6154          | 1957              | Aurelio Fierro                                                      | Miniera/Il tango delle capinere                                      |
| Ld A 6156          | 1957              | Mario Pezzotta                                                      | Wabash blues/Boogie mood                                             |
| Ld A 6167          | 1957              | Flo Sandon's col Quartetto Radar                                    | Piccolissima serenata/Tipitipitipso                                  |
| Ld A 6176          | 1957              | Flo Sandon's col Quartetto Radar (lato A)/Quartetto Radar (lato B)  | Mama Guitar/O.K. Corral                                              |
| Ld A 6197          | 1958              | Mario Pezzotta                                                      | Fascination/Around The World                                         |
| Ld A 6202          | 1958              | Quartetto Radar                                                     | I trulli di Alberobello/Campane di santa Lucia                       |
| Ld A 6203          | 1958              | Nella Colombo                                                       | L'edera/Mille volte                                                  |
| Ld A 6204          | 1958              | Nella Colombo                                                       | Arsura/E' molto facile dirsi addio                                   |
| Ld A 6209          | 1958              | Aurelio Fierro                                                      | La canzone che piace a te/Timida serenata                            |
| Ld A 6211          | 1958              | Aurelio Fierro                                                      | Giuro d'amarti così/I trulli di Alberobello                          |
| Ld A 6214          | 1958              | Edoardo Lucchina                                                    | Nel blu dipinto di blu/Timida serenatae                              |
| Ld A 6215          | 1958              | Edoardo Lucchina                                                    | Fragole e cappellini/La canzone che piace a te                       |
| Ld A 6216          | 1958              | Edoardo Lucchina                                                    | L'edera/Giuro d'amarti così                                          |
| Ld A 6217          | 1958              | Edoardo Lucchina                                                    | Chitarra romana/Tango del mare                                       |
| Ld A 6223          | 1958              | Marino Marini e il suo quartetto                                    | Nel blu dipinto di blu/Bebè                                          |
| Ld A 6229          | 1958              | Flo Sandon's                                                        | Tani/Galopera                                                        |
| Ld A 6231          | 1958              | Flo Sandon's                                                        | Bewitched/Come prima                                                 |
| Ld A 6234          | 1958              | Aurelio Fierro                                                      | Tango del mare/Reginella campagnola                                  |
| Ld A 6238          | 1958              | Edoardo Lucchina                                                    | La più bella del mondo/Tamatia                                       |
| Ld A 6255          | 1958              | Aurelio Fierro                                                      | Calypso melody/Calypso italiano                                      |
| Ld A 6258          | 1958              | Roberto Murolo                                                      | Lacreme napulitane/'a casciaforte                                    |
| Ld A 6273          | 1958              | Aurelio Fierro                                                      | Rosì' tu sei l'ammore/Vurria                                         |
| Ld A 6275          | 1958              | Aurelio Fierro                                                      | Giulietta... e Romeo/Sincerità                                       |
| Ld A 6276          | 1958              | Aurelio Fierro                                                      | Tuppe, tuppe, Mariscia'/Torna a vuca'                                |
| Ld A 6300          | 1958              | Luciano Sangiorgi                                                   | Passione/Nun me scetà                                                |
| Ld A 6301          | 16 giugno 1958    | Luciano Sangiorgi                                                   | Anema e core/Luna rossa                                              |
| Ld A 6302          | 1958              | Luciano Sangiorgi                                                   | 'Nu quarto 'e luna/Aggio perduto 'o suonno                           |
| Ld A 6312          | 6 giugno 1958     | Marino Marini e il suo quartetto (canta Ruggero Cori)               | Peppenella/Povera chitarrella                                        |
| Ld A 6317          | 1958              | Edoardo Lucchina e i suoi solisti, canta Louis Binder               | Arrivederci stasera/Perry Como sorride e fa...                       |
| Ld A 6318          | 1958              | Flo Sandon's                                                        | Pica y ripica/Canzone gitana                                         |
| Ld A 6319          | 23 luglio 1958    | Aurelio Fierro                                                      | Fili d'oro/Addio signora                                             |
| Ld A 6320          | 1958              | Aurelio Fierro                                                      | Amor di pastorello/Cara piccina                                      |
| Ld A 6321          | 1958              | Aurelio Fierro                                                      | Le rose rosse/Torna al paesello                                      |
| Ld A 6322          | 1958              | Aurelio Fierro                                                      | Capinera/Reginella                                                   |
| Ld A 6324          | 1958              | Mario Pezzotta                                                      | Le tue mani/Solitudine                                               |
| Ld A 6326          | 1958              | Bruno Quirinetta                                                    | Voga cocola/El ganser                                                |
| Ld A 6331          | 1958              | Roberto Murolo                                                      | ' o mare 'e Margellina/Marechiaro                                    |
| Ld A 6363          | 1958              | Gianni Marzocchi                                                    | Cercavo una donna/Julia                                              |
| Ld A 6364          | 1958              | Gianni Marzocchi                                                    | Ritorna a me/Silenzioso amore                                        |
| Ld A 6365          | 1958              | Gianni Marzocchi                                                    | Mi addormento con te/Buenas dias, Maria                              |
| Ld A 6369          | 1958              | Aurelio Fierro                                                      | Canti nuovi/Stornelli dell'aviatore                                  |
| Ld A 6370          | 1958              | Roberto Murolo                                                      | Maria Mari/Era di maggio                                             |
| Ld A 6378          | 1958              | Luciano Sangiorgi                                                   | Sabre Dance/Honky Tonk Train Blues                                   |
| Ld A 6379          | 10 settembre 1958 | Luciano Sangiorgi                                                   | Peanut vendor (Il venditore di noccioline)/Manhattan Square Dance    |
| Ld A 6380          | 1958              | Luciano Sangiorgi                                                   | Melancolie/Giochi proibiti                                           |
| Ld A 6381          | 1958              | Luciano Sangiorgi                                                   | Delicado/Domino                                                      |
| Ld A 6392          | 1958              | Aurelio Fierro                                                      | Me so 'mparato a scrivere/Calypso Ninna Nanna                        |
| Ld A 6394          | 1958              | Germana Caroli                                                      | Magic Moments/Non partir                                             |
| Ld A 6397          | 1958              | Flo Sandon's                                                        | Il mio angelo/Parole d'amore sulla sabbia                            |
| Ld M 6407          | 25 ottobre 1958   | Giuseppe Marzari                                                    | 'O sciò Ballestrero/Signori biglietto                                |
| Ld A 6412          | 1958              | Roberto Murolo                                                      | Dicitencello vuje/Vierno                                             |
| Ld A 6413          | 1958              | Roberto Murolo                                                      | Dduje paravise/Primma siconda e terza                                |
| Ld A 6416          | 1958              | Aurelio Fierro                                                      | Spazzacamino/Lucciole vagabonde                                      |
| Ld A 6417          | 1958              | Aurelio Fierro                                                      | Ivonne/Abat-jour                                                     |
| Ld A 6427          | 17 novembre 1958  | Gianni Marzocchi                                                    | Tu lo sai/Ti manderò una bambola                                     |
| Ld A 6429          | 1958              | Coro del C.A.I. di Padova                                           | Les Montagnards/La Bergere Des Aravis                                |
| Ld A 6442          | 1958              | Quartetto Radar                                                     | Torero/Simpatica                                                     |
| Ld A 6455          | 1958              | Roberto Murolo                                                      | La cammesella/Te voglio bene assaje                                  |
| Ld A 6461          | 1959              | Flo Sandon's                                                        | Arrivederci/Il tuo sorriso                                           |
| Ld A 6464          | 1958              | Edoardo Lucchina                                                    | Ciribiribin/La Spagnola                                              |
| Ld A 6469          | 1958              | Germana Caroli                                                      | Da te era bello restar/Ehi tu                                        |
| Ld A 6470          | 1958              | Gianni Marzocchi                                                    | Per un bacio d'amor/Quartiere dei lillà                              |
| Ld A 6476          | 1959              | Germana Caroli                                                      | Un bacio sulla bocca/Nessuno                                         |
| Ld A 6477          | 19 gennaio 1959   | Flo Sandon's                                                        | Ma baciami/Conoscerti                                                |
| Ld A 6479          | 1959              | Gianni Marzocchi                                                    | Sempre con te/La luna è un'altra luna                                |
| Ld A 6480          | 1959              | Gianni Marzocchi                                                    | Così... così.../Adorami                                              |
| Ld A 6510          | 24 febbraio 1959  | Germana Caroli                                                      | Dance, darling, dance/Ti prego amore                                 |
| Ld A 6521          | 1959              | Flo Sandon's                                                        | Cercando l'amore/Kiss me                                             |
| Ld A 6522          | 1959              | Flo Sandon's                                                        | Non dimenticar (T'ho voluto bene)/Un po' di cielo                    |
| Ld A 6529          | 1959              | Bruno Quirinetta                                                    | Al bazaar delle trombette/Tre nei                                    |
| Ld A 6533          | 1959              | Gianni Marzocchi                                                    | Notte, lunga notte/Com'è bello                                       |
| Ld A 6561          | 1959              | Dante Perduca                                                       | Una lacrima negli occhi/Tango d'amore                                |
| Ld A 6562          | 1959              | Germana Caroli                                                      | Petite fleur/D'improvviso                                            |
| Ld A 6563          | 1959              | Germana Caroli                                                      | D'improvviso/Venus                                                   |
| Ld A 6565          | 1959              | Gianni Marzocchi                                                    | Nebbia/Cantar... (io voglio cantar)                                  |
| Ld A 6566          | 1959              | Gianni Marzocchi                                                    | Noi siamo/Le ore                                                     |
| Ld A 6567          | 1959              | Gianni Marzocchi                                                    | Padrone d''o mare/Stella furastiera                                  |
| Ld A 6568          | 1959              | Gianni Marzocchi                                                    | 'A rosa rosa/Si' tu!                                                 |
| Ld A 6570          | 1959              | Germana Caroli                                                      | Passiuncella/'O destino 'e ll'ate                                    |
| Ld A 6582          | 1959              | Dante Perduca                                                       | I tre spagnoli/La danza della formica                                |
| Ld A 6608          | 1959              | Flo Sandon's                                                        | Guarda che luna/Labbra di fuoco                                      |
| Ld A 6625          | 29 luglio 1959    | Flo Sandon's                                                        | Concertino/La strada dell'amore (The Street of love)                 |
| Ld A 6634          | 1959              | Quartetto Folkloristico Leonildo Marcheselli                        | Mazurca n.1/Rosaura                                                  |
| Ld A 6642          | 1959              | Mario Pezzotta                                                      | Felicidade/La Canzone di Orfeo                                       |
| Ld A 6646          | 1959              | Bruno Quirinetta                                                    | Pobre luna/Oieme mamà                                                |
| Ld A 6647          | 1959              | Gianni Marzocchi                                                    | Nuvola per due/Nu' t'add'avé 'nisciuno                               |
| Ld A 6648          | 1959              | Gianni Marzocchi                                                    | Diamoci del tu/Amorevole                                             |
| Ld A 6651          | 1959              | Germana Caroli                                                      | Come softly to me (Vieni dolcemente a me)/Cin Cin                    |
| Ld A 6652          | 1959              | Flo Sandon's                                                        | Faded orchid (Cercando l'amore)/La fine                              |
| Ld A 6662          | 8 luglio 1959     | Flo Sandon's                                                        | Labbra di fuoco/Buondì                                               |
| Ld A 6677          | 1959              | Aurelio Fierro                                                      | Invocazione a Maria Ss.dell'Incoronata di Puglia - 1ª parte/2ª parte |
| Ld A 6679          | 1959              | Marino Marini                                                       | Sei bella/Marina                                                     |
| Ld A 6681          | 1959              | Marino Marini                                                       | Lisbona mia/Un telegramma                                            |
| Ld A 6687          | 1959              | Aurelio Fierro                                                      | Vecchia Romagna/Ladro di stelle                                      |
| Ld A 6709          | 1959              | Mario Pezzotta                                                      | E' Charleston/King of rags                                           |
| Ld A 6710          | 1959              | Mario Pezzotta                                                      | Charleston/Yes sir....(Lola)                                         |
| Ld A 6716          | 28 novembre 1959  | Edoardo Lucchina e la sua Orchestra                                 | Flamenco/Kriminal tango                                              |
| Ld A 6720          | 1959              | Marino Marini                                                       | I Sing "Ammore"/Ritroviamoci                                         |
| Ld A 6721          | 1959              | Marino Marini                                                       | Maria Maddalena/Kriminal tango                                       |
| Ld A 6730          | 1959              | Germana Caroli                                                      | Rubare/Por dos besos                                                 |
| Ld A 6731          | 1959              | Fausto Papetti                                                      | Estate violenta/Mio impossibile amore                                |
| Ld A 6732          | 1959              | Flo Sandon's                                                        | Non piango per te/Mille volte si                                     |
| Ld A 6733          | 22 dicembre 1959  | Little Tony & his brothers                                          | Foxy little mama/Too good                                            |

##### Anni '60
| Numero di catalogo | Anno              | Interprete                                                        | Titoli                                                                 |
| ------------------ | ----------------- | ----------------------------------------------------------------- | ---------------------------------------------------------------------- |
| Ld A 6738          | 1960              | Germana Caroli                                                    | Gridare di gioia/Amore senza sole                                      |
| Ld A 6740          | 1960              | Aurelio Fierro                                                    | Libero/Il mare                                                         |
| Ld A 6741          | 1960              | Aurelio Fierro                                                    | Romantica/Vento, pioggia e scarpe rotte                                |
| Ld A 6742          | 1960              | Sergio Franchi                                                    | Perdoniamoci/Splende l'arcobaleno                                      |
| Ld A 6743          | 1960              | Sergio Franchi                                                    | Perderti/Splende il sole                                               |
| Ld A 6744          | 1960              | Gianni Marzocchi                                                  | Notte mia/Amore, abisso dolce                                          |
| Ld A 6746          | 1960              | Marino Marini e il suo quartetto                                  | Libero/Notte mia                                                       |
| Ld A 6747          | 1960              | Marino Marini                                                     | Romantica/È vero                                                       |
| Ld A 6749          | 1960              | Edoardo Lucchina                                                  | Quando vien la sera/Invoco te                                          |
| Ld A 6762          | 1960              | Gianni Marzocchi                                                  | Jessica/Piangere un po'                                                |
| Ld A 6772          | 1960              | Clem Sacco                                                        | Vedo/Se tu mi baci                                                     |
| Ld A 6773          | 1960              | Clem Sacco                                                        | Forse forse più/Basta                                                  |
| Ld A 6777          | 1960              | Gianni Marzocchi                                                  | Nata per essere adorata/Come una bambola                               |
| Ld A 6788          | 1960              | Marino Marini e il suo quartetto                                  | Oh, oh, Rosy/Luna napoletana                                           |
| Ld A 6789          | 1960              | Marino Marini ed il suo quartetto                                 | Abbracciami/Ciao Porto                                                 |
| Ld A 6790          | 1960              | Marino Marini ed il suo quartetto                                 | Tintarella di luna/Quando vien la sera                                 |
| Ld A 6791          | 1960              | Marino Marini ed il suo quartetto                                 | Mustafà/Lasciate star la luna                                          |
| Ld A 6792          | 1960              | Fausto Papetti                                                    | La dolce vita/Parlami di me                                            |
| Ld A 6793          | 1960              | Fausto Papetti                                                    | Till/Mare incantato                                                    |
| Ld A 6793          | 1960              | Little Tony                                                       | Princess/I love you                                                    |
| Ld A 6795          | 1960              | Fausto Papetti                                                    | Scandalo al sole/Morgen                                                |
| Ld A 6798          | 1960              | Aurelio Fierro                                                    | Maria Marì/Napule ca se ne va                                          |
| Ld A 6806          | 1960              | Rino Salviati                                                     | Galopera/Tres Palabras                                                 |
| Ld A 6807          | 1960              | Clem Sacco                                                        | Paura/Bevo                                                             |
| Ld A 6808          | 1960              | Clem Sacco                                                        | Non temere/Non mi lasciare                                             |
| Ld A 6819          | 1960              | Gianni Marzocchi                                                  | Please, non lasciarmi/Eccoti                                           |
| Ld A 6820          | 1960              | Guidone                                                           | Arturo il duro/Crepa, piedi piatti                                     |
| Ld A 6822          | 1960              | Aurelio Fierro                                                    | Uè uè, che femmena/Sti 'mmane...                                       |
| Ld A 6832          | 1960              | Flo Sandon's e il quartetto di Marino Marini                      | Serenata a Margellina/'Sti mmane                                       |
| Ld A 6863          | 1960              | Fausto Papetti                                                    | Cheek to cheek/Ebb tide                                                |
| Ld M 6881          | 1960              | Fausto Papetti                                                    | Il nostro concerto/Cinzia                                              |
| Ld A 6886          | 1960              | Flo Sandon's                                                      | O mein Papà/La mamma e il treno                                        |
| Ld A 6887          | 1960              | Little Tony                                                       | Che tipo rock/Addio mio amore                                          |
| Ld A 6888          | 1960              | Little Tony                                                       | Sweet dreams/La bella                                                  |
| Ld A 6891          | 1960              | Flo Sandon's e il Quartetto Vocal Comet                           | Un paradiso da vendere/Implorarti                                      |
| Ld A 6893          | 1960              | Flo Sandon's                                                      | Domenica è sempre domenica/Non so dir (ti voglio bene)                 |
| Ld A 6901          | 1960              | Germana Caroli                                                    | Tu-Tua'/Luna, Lina e brezzolina                                        |
| Ld A 6902          | 1960              | Fausto Papetti                                                    | Nessuno al mondo/Too much tequila                                      |
| Ld A 6903          | 1960              | Fausto Papetti                                                    | Words/Le bonheur                                                       |
| Ld A 6904          | 1960              | Marino Marini ed il suo quartetto                                 | Les enfants du Pirée (Uno a me ed uno a te)/Gridalo al mondo           |
| Ld A 6912          | 1960              | Gianni Marzocchi                                                  | Il cielo in una stanza/Plenilunio                                      |
| Ld A 6913          | 1960              | Clem Sacco                                                        | Corriamoci incontro/Vino chitarra e luna                               |
| Ld A 6929          | 1960              | Flo Sandon's                                                      | Cha cha cha per gli innamorati/Poquito no                              |
| Ld A 6930          | 1960              | Flo Sandon's                                                      | Veleno biondo/Notte d'amore                                            |
| Ld A 6931          | 1960              | Marino Marini ed il suo quartetto                                 | Era scritto nel cielo/T'amerò dolcemente                               |
| Ld A 6939          | 1960              | Aurelio Fierro                                                    | Lunarella/Ammore, appuntamento mio!                                    |
| Ld A 6940          | 1960              | Aurelio Fierro                                                    | Paese mio/Nu vasillo a pezzechillo                                     |
| Ld A 6941          | 1960              | Edoardo Lucchina ed il suo quintetto                              | Amaro tango / Tango assassino                                          |
| Ld A 6944          | 1960              | Flo Sandon's                                                      | Pupazzetti/Vorrei volare (2º Zecchino d'Oro - Salone del Bambino 1960) |
| Ld A 6946          | 1960              | Little Tony                                                       | No, no mai/Che tipo rock                                               |
| Ld A 6953          | 1960              | Germana Caroli                                                    | Alle 10 della sera/Diavolo                                             |
| Ld A 6955          | 1960              | Fausto Papetti                                                    | What a sky/Noi due sconosciuti                                         |
| Ld A 6958          | 1960              | Carlo Mauri ed il suo quintetto, cantante solista: Cicero         | Vicino a te/Dammi la mano e corri                                      |
| Ld A 6974          | 1961              | Little Tony                                                       | 24 mila baci/Patatina                                                  |
| Ld A 6976          | 1961              | Germana Caroli                                                    | Le mille bolle blu/Che brivido ragazzi                                 |
| Ld A 6977          | 1961              | Clem Sacco (sul lato A)/Marisa Rampin (sul lato B)                | Carolina dai/Libellule                                                 |
| Ld A 6979          | 1961              | Adriana Lima (sul lato A)/Guidone (sul lato B)                    | Come sinfonia/Benzina e cerini                                         |
| Ld A 6980          | 1961              | Flo Sandon's                                                      | Non mi dire chi sei/Mare di dicembre                                   |
| Ld A 6981          | 1961              | Flo Sandon's                                                      | Al di là/Una goccia di cielo                                           |
| Ld A 6984          | 1961              | Marino Marini ed il suo quartetto                                 | Maschere maschere maschere/Un'ora sena te                              |
| Ld A 6988          | 1961              | Clem Sacco                                                        | Carolina dai/Basta                                                     |
| Ld A 6993          | 1961              | Adriana Lima                                                      | Pepe/Un'ora senza te                                                   |
| Ld A 6995          | 1961              | Clem Sacco                                                        | Ti è passato il nervoso?/Baba al mama                                  |
| Ld A 7000          | 1961              | Quartetto Folkloristico Leonildo Marcheselli                      | Las Noches/Bonita                                                      |
| Ld A 7004          | 1961              | Gianni Marzocchi                                                  | Le case/Un prato quadrato                                              |
| Ld A 7005          | 1961              | Flo Sandon's                                                      | Che sensazione/Ho creduto                                              |
| Ld A 7006          | 1961              | Little Tony                                                       | Perché m'hai fatto innamorare?/Bella Marie                             |
| Ld A 7013          | 1961              | Sergio Franchi                                                    | Se due sguardi s'incontrano/Saprò che sei tu                           |
| Ld A 7014          | 1961              | Adriana Lima (sul lato A)/Guidone (sul lato B)                    | Autentico tzigano/Amo una bambina                                      |
| Ld A 7015          | 1961              | Clem Sacco (sul lato A)/Marisa Rampin (sul lato B)                | Enea con il neo/L'8 volante                                            |
| Ld A 7017          | 1961              | Edoardo Lucchina, fisarmonica solista e ritmi                     | Un tango cha cha cha/Tango vigliacco                                   |
| Ld A 7022          | 1961              | Tullio Mobiglia                                                   | Avventure di Capri/Italian Serenade                                    |
| Ld A 7023          | 1961              | Tullio Mobiglia                                                   | 'o sole mio/maria Mar'                                                 |
| Ld A 7024          | 1961              | Tullio Mobiglia                                                   | Piccola/Do-re-mi cantare                                               |
| Ld A 7025          | 1961              | Tullio Mobiglia                                                   | Carolina dai!/Rosina                                                   |
| Ld A 7026          | 1961              | Marino Marini ed il suo quartetto                                 | Calcutta (io parto per Calcutta)/Non sei mai stata così bella          |
| Ld A 7027          | 1961              | Marino Marini ed il suo quartetto                                 | Il tango della gelosia (Jealous of You)/Un'ora senza te                |
| Ld A 7030          | 1961              | Achille Togliani                                                  | Mentre sogno di te/L'immensità                                         |
| Ld A 7032          | 1961              | Flo Sandon's                                                      | Dimmelo in Settembre/La gente ci guarda                                |
| Ld A 7039          | 1961              | Loredana                                                          | T'incontrerò/Scusa, scusa, scusami                                     |
| Ld A 7044          | 1961              | Marino Marini ed il suo quartetto                                 | Ti regalo la Luna/Dimmelo in Settembre                                 |
| Ld A 7051          | 1961              | Aurelio Fierro                                                    | Cielo!/'o tesoro                                                       |
| Ld A 7053          | 1961              | Achille Togliani                                                  | Pecchè te sto vicino/E aspetto a tte                                   |
| Ld M 7057          | 30 giugno 1961    | Fausto Papetti                                                    | Legata a un granello di sabbia/Tu che mi hai preso il cuor             |
| Ld A 7060          | 1961              | Little Tony                                                       | Non ce la farò/Grazia                                                  |
| Ld A 7073          | 1961              | Fausto Papetti                                                    | The blob/Vento caldo                                                   |
| Ld A 7076          | 1961              | Aurelio Fierro                                                    | 'o cunfessore/Tutta 'a famiglia                                        |
| Ld A 7079          | 7 novembre 1961   | Flo Sandon's                                                      | L'altalena/La canzone dei poeti                                        |
| Ld A 7080          | 1961              | Clem Sacco                                                        | Oh mama voglio l'uovo a la cocque/È nato l'amor                        |
| Ld A 7082          | 1961              | Germana Caroli                                                    | Che noia!/Faccia di bronzo                                             |
| Ld A 7083          | 1961              | Little Tony                                                       | Italian Lover/Pony Time                                                |
| Ld A 7084          | 1961              | Aurelio Fierro                                                    | Povero Masaniello/T'aspetto tutt''e ssere                              |
| Ld A 7107          | 1961              | Achille Togliani                                                  | Buon natale all'italiana/E' natale                                     |
| Ld A 7108          | 1961              | Achille Togliani                                                  | La mia donna/Naufrago d'amore                                          |
| Ld A 7115          | 1961              | Marisa Rampin                                                     | Mi te baso ti/Se ciama amor                                            |
| Ld A 7119          | 1961              | Fausto Papetti                                                    | Torna a settembre/Kon tiki                                             |
| Ld A 7120          | 1961              | Fausto Papetti                                                    | La novia/Fantasy in slow                                               |
| Ld A 7126          | 1961              | Marino Marini ed il suo quartetto                                 | Moliendo Cafè/Rosita cha cha cha                                       |
| Ld A 7128          | 1961              | Fausto Papetti                                                    | Midnight twist/Twist twist                                             |
| Ld A 7129          | 1961              | Fausto Papetti                                                    | Wheels/Controluce                                                      |
| Ld A 7130          | 1961              | Fausto Papetti                                                    | Canto d'amore indiano/Flamingo                                         |
| Ld A 7135          | 19 dicembre 1961  | Edoardo Lucchina                                                  | Adios Pampa mia/A media luz                                            |
| Ld A 7143          | 1962              | Aurelio Fierro                                                    | Chiesetta alpina/Fontane                                               |
| Ld A 7144          | 1962              | Aurelio Fierro                                                    | Lui andava a cavallo/Cipria di sole                                    |
| Ld A 7145          | 1962              | Flo Sandon's                                                      | Prima del Paradiso/Passa il tempo                                      |
| Ld A 7146          | 1962              | Marisa Rampin                                                     | Conta le stelle/Gondolì Gondolà                                        |
| Ld A 7147          | 1962              | Fausto Papetti                                                    | Midnight twist/Torna a settembre                                       |
| Ld M 7149          | 1962              | Edoardo Lucchina                                                  | Señora/Passione Romagnola                                              |
| Ld A 7170          | 1962              | Marino Marini ed il suo quartetto                                 | Irena/Caterina                                                         |
| Ld A 7178          | 1962              | Wera Nepy                                                         | Ferma questa notte/Perché non torni                                    |
| Ld A 7183          | 1962              | Marino Marini                                                     | Caffettiera twist/Mille luci                                           |
| Ld A 7184          | 17 maggio 1962    | Marino Marini ed il suo quartetto                                 | Esperanza/Poco pelo                                                    |
| Ld A 7189          | 7 giugno 1962     | Flo Sandon's                                                      | Ferma questa notte (Retiens la nuit)/Mai più potrò scordare            |
| Ld A 7191          | 1962              | Marisa Rampin                                                     | Tango e poncho/Cin cin cin                                             |
| Ld A 7194          | 26 maggio 1962    | Aurelio Fierro                                                    | Ciondolo d'or/Ladra                                                    |
| Ld A 7197          | 1962              | Fausto Papetti                                                    | Amado mio/Perfidia                                                     |
| Ld A 7198          | 1962              | Fausto Papetti                                                    | Tuff/Stranger on the shore (E' lei)                                    |
| Ld A 7202          | 1962              | Ettore Cenci guitar trio                                          | Afrikaan beat/Peace pipe                                               |
| Ld A 7212          | 1962              | Fausto Papetti                                                    | The madison/Canadian madison                                           |
| Ld A 7215          | 1962              | Marino Marini ed il suo quartetto                                 | Amen Twist/Tanto innamorata                                            |
| Ld A 7216          | 1962              | Ettore Cenci                                                      | Speedy Gonzales/Persian twist                                          |
| Ld A 7217          | 1962              | Fausto Papetti                                                    | Cercami/La vela bianca                                                 |
| Ld A 7223          | 1962              | Little Tony                                                       | Lo sai tu?/Il ragazzo col ciuffo                                       |
| Ld A 7224          | 1962              | Clem Sacco                                                        | Fiammiferi accesi/Twist di mezzanotte                                  |
| Ld A 7245          | 12 novembre 1962  | Flo Sandon's                                                      | Ninna nanna ad un angelo/Regalami il tuo cuore                         |
| Ld A 7252          | 1962              | Rino Salviati                                                     | Puente de Piedra/Senor Eterno io                                       |
| Ld A 7254          | 1962              | Fausto Papetti                                                    | Together/Yemptation                                                    |
| Ld A 7255          | 1962              | Fausto Papetti                                                    | September in the rain/Star dust                                        |
| Ld A 7267          | 1963              | Marino Marini ed il suo quartetto (canta Vito Benvenuti)          | Baciami stasera/Tre lunghi baci                                        |
| Ld A 7275          | 1963              | Loredana sul lato A / Franco Pisano e la sua Orchestra sul lato B | Qualche nota e poi/Bossanova Guitar                                    |
| Ld A 7281          | 1963              | Marino Marini ed il suo quartetto                                 | Non ha più luce il mondo/Tel Aviv                                      |
| Ld A 7284          | 1963              | Fausto Papetti                                                    | Ricorda/Finirà così                                                    |
| Ld A 7285          | 1963              | Fausto Papetti                                                    | Quando ritornerà da me/Lawrence of Arabia                              |
| Ld A 7293          | 1963              | Ettore Cenci guitar trio                                          | Vento caldissimo/Que no, que no                                        |
| Ld A 7301          | 1963              | Giobatta                                                          | Il marciapiede/Il vagabondo                                            |
| Ld A 7302          | 1963              | Fausto Papetti                                                    | Broken date/Sherry                                                     |
| Ld A 7303          | 17 giugno 1963    | Fausto Papetti                                                    | Sole spento/Sapore di miele                                            |
| Ld A 7308          | 1963              | Loredana                                                          | Non fai per me/Il ragazzo dirimpetto                                   |
| Ld A 7309          | 1963              | I Fratelli Colwell                                                | Ballata di Cristoforo Colombo/Lassa fa...ai milanes                    |
| Ld A 7310          | 1963              | I Fratelli Colwell                                                | Napoli terra bella/Evviva Bari!                                        |
| Ld A 7313          | 1963              | Gianfranco Intra                                                  | Dolce vivere/Ada mia                                                   |
| Ld A 7318          | 1963              | Fausto Papetti                                                    | 55 giorni a Pechino/Te amo te amo te amo                               |
| Ld A 7319          | 1963              | Achille Togliani                                                  | Canta Pierrot/Ninnolo                                                  |
| Ld M 7324          | 1963              | Ettore Cenci                                                      | Hully Gully Time/Wini Wini                                             |
| Ld A 7327          | 1963              | Little Tony                                                       | T'amo e t'amerò/Tu sei cambiata                                        |
| Ld A 7330          | 1963              | Fausto Papetti                                                    | Lisa/Pa-ba                                                             |
| Ld A 7335          | 1963              | Marino Marini ed il suo quartetto                                 | Buon Natale/Paperina                                                   |
| Ld A 7338          | 1963              | Fausto Papetti                                                    | Roma nun fa' la stupida stasera/Ciumachella de Trastevere              |
| Ld A 7337          | 1963              | Ettore Cenci guitar trio                                          | Christine/Please please me                                             |
| Ld A 7339          | 1963              | Fausto Papetti                                                    | Maria Elena/Non papà                                                   |
| Ld A 7350          | 1964              | Little Tony                                                       | Quando vedrai la mia ragazza/Ti cambierò con una meglio di te          |
| Ld A 7361          | 1964              | Enrico Pianori                                                    | Ombre della mia stanza/Se fu amore                                     |
| Ld A 7363          | 1964              | Antonio Cocco                                                     | Se mi volessi bene/La morte dell'amore                                 |
| Ld A 7365          | 1964              | Fausto Papetti                                                    | L'amore va/Un'altra volta                                              |
| Ld A 7367          | 1964              | Loredana                                                          | Provaci/Lo sport                                                       |
| Ld A 7370          | 1964              | Little Tony                                                       | Non aspetto nessuno/La fine di agosto                                  |
| Ld A 7371          | 31 marzo 1964     | Marino Marini                                                     | Bella bionda/Il surf che piace a me                                    |
| Ld A 7372          | 1964              | Enrico Pianori                                                    | Babà champagne/Un bossanova con te                                     |
| Ld A 7376          | 1964              | Fausto Papetti                                                    | Hello, Dolly!/Riflessi nell'acqua                                      |
| Ld A 7377          | 1964              | Fausto Papetti                                                    | Mare d'estate/Washington square                                        |
| Ld A 7389          | 25 settembre 1964 | Marino Marini ed il suo quartetto                                 | Ho capito che ti amo/Mi sento stupido                                  |
| Ld A 7391          | 26 ottobre 1964   | Fausto Papetti                                                    | Angelita di Anzio/In ginocchio da te                                   |
| Ld A 7392          | 1964              | Franco Vicini                                                     | Anche se mi fai paura/Chi non sa donare                                |
| Ld Al 7398         | 1964              | Roberto Murolo                                                    | 'a nuvena/Dduje paravise                                               |
| Ld A 7410          | 1964              | Marino Marini ed il suo quartetto                                 | Così simpatica/Irena                                                   |
| Ld A 7428          | 1965              | Little Tony                                                       | Viene la notte/Fingerò di crederti                                     |
| Ld A 7459          | 1965              | Rino Salviati                                                     | Prigioniero di un sogno/Primo amore                                    |
| Ld A 7463          | 1966              | Franco Vicini e la sua orchestra                                  | La lunga strada/Tanto mi fai male                                      |
| Ld A 7464          | 1966              | Tony & Nelly                                                      | Sarà lunedì/Quando l'amore muore                                       |
| Ld A 7471          | 1966              | Ingrid Schoeller                                                  | Meine liebe/Non puoi nasconderlo                                       |
| Ld A 7472          | 1966              | Little Tony                                                       | Riderà/Il mio amore con Giulia                                         |
| Ld A 7483          | 1966              | Tony & Nelly                                                      | Ma sto pagando/La strada che porta a te                                |
| Ld A 7484          | 1966              | Nelly Fioramonti                                                  | E' l'amore/Saluta la tua donna                                         |
| Ld A 7494          | 1º novembre 1966  | I Balordi                                                         | Vengono a portarci via, ah ah!/Don Chisciotte                          |
| Ld A 7495          | Novembre 1966     | Piermaurizio                                                      | Acqua sporca/Voltati                                                   |
| Ld A 7496          | 1966              | Ingrid Schoeller                                                  | Ieri, domani/Dimentichiamoci di noi                                    |
| Ld A 7497          | 1966              | Jimmy                                                             | Prima o poi passerà/Lasciami stasera                                   |
| Ld A 7499          | Dicembre 1966     | Guido Russo                                                       | Mister Blue/La città povera                                            |
| Ld A 7500          | 1967              | Little Tony                                                       | Cuore matto/Gente che mi parla di te                                   |
| Ld A 7506          | 1967              | Totò Savio & The Shamrocks                                        | Cuore matto/Nelle mie tasche                                           |
| Ld A 7507          | 1967              | Ettore Cenci                                                      | Delicado/L'innominato                                                  |
| Ld A 7508          | 1967              | Tony e Nelly                                                      | La strada nel sole/Vieni                                               |
| Ld A 7509          | 1967              | Nelly Fioramonti                                                  | Buono come te/Il fiore non si regala più                               |
| Ld A 7515          | 1967              | Little Tony                                                       | Peggio per me/Qui la gente sa vivere                                   |
| Ld A 7516          | 11 aprile 1967    | I Balordi                                                         | Domani devo fare una cosa/Buona fortuna                                |
| Ld A 7525          | 5 luglio 1967     | I Balordi                                                         | 'O matusa/'A cammesella                                                |
| Ld A 7529          | 1967              | Guido Russo                                                       | Il freddo/Amore, eccetera                                              |
| Ld A 7535          | 1967              | Marcello Minerbi                                                  | Io ti amo, tu mi ami.../La chanson de Yohann                           |
| Ld A 7536          | 1967              | Fausto Papetti                                                    | Ode to Billie Joe/San Francisco                                        |
| Ld A 7537          | 1967              | Mascia Cantoni                                                    | Cucciolo/Une vieille guitare                                           |
| Ld A 7538          | 1967              | I Balordi                                                         | Non è Francesca/Guardando te                                           |
| Ld A 7544          | 1968              | Ingrid Schoeller                                                  | Se cerchi amore/Se passerai di qui                                     |
| Ld A 7551          | 1968              | Udo Jürgens                                                       | Per vivere/Ridendo vai                                                 |
| Ld A 7559          | 1968              | Leo Ragano                                                        | Pioggia 'e sole/Tu non me può scurdà                                   |
| Ld A 7571          | 1968              | I Pyrañas                                                         | Cara Judy ciao!/Stay                                                   |
| Ld A 7572          | 1968              | I Black Birds                                                     | Dolce Delilah (Dear Delilah)/Torna verso il Sole                       |
| Ld A 7574          | 1968              | Rino Salviati                                                     | Tristezze/Sogno d'amore                                                |
| Ld A 7575          | 1968              | Rino Salviati                                                     | Serenata ad un angelo/Bambina innamorata                               |
| Ld A 7587          | 1968              | Enzo Mana                                                         | Queste lacrime/No, non importa                                         |
| Ld A 7588          | 1968              | Barbara Bella                                                     | Quando l'amore chiama/Solo poco sole                                   |
| Ld A 7589          | 1968              | Aura D'Angelo                                                     | La ricchezza/Questa è la verità                                        |
| Ld A 7598          | 1968              | Trio Athénée                                                      | Aurevoir Paris/Casa mia                                                |
| Ld A 7601          | Novembre 1968     | Roberto Vecchioni                                                 | La pioggia e il parco/Un disco scelto a caso                           |
| Ld A 7605          | Dicembre 1968     | Margherita                                                        | L'acqua ci copre/Il ragazzo del cuore                                  |
| Ld A 7606          | 16 dicembre 1968  | Dori Ghezzi                                                       | Casatschok/Per un anno che se ne va                                    |
| Ld A 7608          | 1968              | Ettore Cenci guitar                                               | Serenata/Valzer triste                                                 |
| Ld A 7610          | 1969              | Loretta Goggi                                                     | Fino all'ultimo/Scusa se insisto                                       |
| Ld A 7617          | 1969              | Monica Riva                                                       | Gelosia/Il primo disco                                                 |
| Ld A 7618          | 1969              | Rosanna Negri                                                     | Quel giorno d'illusione/Il calendario                                  |
| Ld A 7625          | 1969              | Little Tony                                                       | Bada bambina/Era febbraio                                              |
| Ld A 7630          | 1969              | Guido Russo                                                       | La mia vita/Se muore una rosa                                          |
| Ld A 7631          | 1969              | Little Tony                                                       | Solo per te/Che male t'ho fatto                                        |
| Ld A 7635          | 4 giugno 1969     | Fausto Papetti                                                    | Time is tight/First of may                                             |
| Ld A 7636          | 1969              | Augusto Righetti                                                  | Atlantis/L'amore giusto                                                |
| Ld A 7644          | 1969              | Mirna Doris                                                       | Preghiera a 'na mamma/Estate addio!                                    |
| Ld A 7645          | 1969              | Jimmy                                                             | Il prezzo della verità/Sono senza te                                   |
| Ld A 7646          | 1969              | Dori Ghezzi                                                       | La mia festa/Fiori sul soffitto                                        |
| Ld A 7651          | 1969              | Udo Jürgens                                                       | Stagione/Se tu sapessi                                                 |
| Ld A 7656          | 1969              | Umberto Napolitano                                                | A Laura/Inverno                                                        |
| Ld A 7657          | 1969              | Sara Simone                                                       | Giorno per giorno/In cerca di te                                       |
| Ld A 7658          | 1969              | Chriss and the Stroke                                             | Per niente al mondo/Torno in Russia                                    |
| Ld A 7659          | 1969              | Fabienne                                                          | Prima ballerina/Mai senza te                                           |

##### Anni '70
| Numero di catalogo | Anno           | Interprete                                                          | Titoli                                                      |
| ------------------ | -------------- | ------------------------------------------------------------------- | ----------------------------------------------------------- |
| Ld A 7668          | 1970           | Dori Ghezzi                                                         | Occhi a mandorla/Un bacio no due baci no                    |
| Ld A 7671          | 1970           | Loretta Goggi                                                       | Cibù Cibà/Due ragazzi                                       |
| Ld A 7678          | 1970           | Dori Ghezzi                                                         | Quello là/Ma che strano tipo                                |
| Ld A 7685          | 1970           | Vince Tempera e la macchina del piacere                             | Ballad of easy rider/The Pleasure Machine                   |
| Ld A 7688          | 1970           | Umberto Napolitano                                                  | Fiori sul davanzale/Ragazza innamorata                      |
| Ld A 7694          | 1971           | Quel pazzo mondo                                                    | Canzone mia/Brava Maria                                     |
| Ld A 7701          | 1971           | Chriss and the Stroke                                               | Lei/Un sorriso                                              |
| Ld A 7704          | 1971           | I Sognatori                                                         | Un solo sogno/Tu sei bella                                  |
| Ld A 7708          | 1971           | Elide Suligoj                                                       | La chitarra/Dolce amore non piangere                        |
| Ld A 7709          | 1971           | Loretta Goggi                                                       | Ti chiedo scusa/Per favore                                  |
| Ld A 7710          | 1971           | Mino Reitano                                                        | La pura verità/Una ferita in fondo al cuore                 |
| Ld A 7712          | 4 marzo 1971   | Nanni Svampa & Lino Patruno                                         | Coccodì coccodà (il gallo è morto)/Socialista che va a Roma |
| Ld A 7714          | 1971           | Gisella Pagano                                                      | Buon riposo amore/Ti lasci andare                           |
| Ld A 7717          | 1971           | Mino Reitano                                                        | La leggenda di Tara Poki/E si... vado avanti così           |
| Ld A 7719          | 1971           | Alberto Anelli                                                      | Mezzanotte/Sabato                                           |
| Ld A 7732          | 1971           | Rinaldo Ebasta                                                      | Libertà/Ero io eri tu                                       |
| Ld A 7735          | 1971           | Gino Paoli                                                          | Con chi fai l'amore Mimì/Mamma mia                          |
| Ld A 7743          | 1971           | Quel Pazzo Mondo                                                    | Questa bambolina di guai/Catene nuove                       |
| Ld A 7749          | 1972           | Umberto Napolitano                                                  | La prima volta/Il viaggio                                   |
| Ld A 7753          | 1972           | Franco Franchi                                                      | L'ultimo dei belli/Vattene via fratello                     |
| Ld A 7754          | 1972           | Gino Paoli                                                          | Non si vive in silenzio/Amare per vivere                    |
| Ld A 7756          | 1972           | Franco I                                                            | Vicolo di campagna/Malinconia di te                         |
| Ld A 7757          | 1972           | Dori Ghezzi                                                         | Ma chi è che cos'è/Uomo uomo                                |
| Ld A 7763          | 1972           | Fojetta                                                             | L'ascesa/Il corno rosso                                     |
| Ld A 7776          | 1972           | Franco Franchi                                                      | Er più dei più/La gelosia                                   |
| Ld A 7779          | 1972           | Franca Mazzola                                                      | Che resta ormai di noi/L'ultimo bar                         |
| Ld A 7781          | 1972           | Nanni Svampa, Lino Patruno e Franca Mazzola                         | L'albero prigioniero/Viva la rosa                           |
| Ld A 7794          | 1973           | Franco Franchi                                                      | Il gatto di Brooklyn/Amuri                                  |
| Ld A 7797          | 1973           | Franco Franchi                                                      | Tango della manomania/Casanova 2000                         |
| Ld A 7798          | 1973           | Marcello Gerani                                                     | Alla fine del mondo/Vivere o morire                         |
| Ld A 7820          | 1973           | I Choppers                                                          | Nel villaggio dell'amore/Se fossi nato povero               |
| Ld A 7826          | 1973           | Dori Ghezzi                                                         | Adamo ed Eva/Non ci contavo più                             |
| Ld A 7841          | 1974           | Franco Franchi                                                      | E vulannu vulannu vulannu/Il cortile degli aragonesi        |
| Ld A 7846          | 1974           | La Strana Società                                                   | Fai tornare il sole/Quanti passi!                           |
| Ld A 7860          | 1974           | Beppe Berto                                                         | Uomo di mare/La casa la mucca il mare                       |
| Ld A 7873          | 1974           | Mino Reitano                                                        | Dolce angelo/Key                                            |
| Ld A 7879          | 1975           | La Strana Società                                                   | Una manciata di sabbia/Per carità                           |
| Ld A 7882          | 1975           | Gino Paoli                                                          | La ragazza senza nome/È facile amarti                       |
| Ld A 7892          | 1975           | Mino Reitano                                                        | Terre lontane/Profumi d'amore                               |
| Ld A 7896          | 1975           | La Strana Società                                                   | Cucciolo di donna/Ma che ragione hai                        |
| Ld A 7897          | 1975           | Isabella Iannetti                                                   | Cronaca: ore 6/Gente del circo                              |
| Ld A 7898          | 1975           | Augusto Righetti Group                                              | Ramaya/Wendy                                                |
| Ld A 7901          | 1975           | Elena Reda                                                          | Ti voglio/Che farai                                         |
| Ld A 7911          | 1976           | La Strana Società                                                   | Andiamo via/Ma che ragione hai                              |
| Ld A 7913          | 1976           | Umberto Bindi                                                       | Io e il mare/Flash                                          |
| Ld A 7914          | 1976           | Alberto Rota                                                        | Annalisa/Caterina del mio cuor                              |
| Ld A 7921          | 1976           | I Sogni Proibiti                                                    | Oggi sono tanto triste/Il gioco                             |
| Ld A 7932          | 1976           | Neapolis                                                            | Silenzio cantatore/Bella mia                                |
| Ld A 7936          | 1976           | Marie Laure                                                         | Calore/Live to love                                         |
| Ld A 7938          | 1976           | Le Dolci Armonie                                                    | Tu/Pallida luna                                             |
| Ld A 7946          | 1976           | Mino Reitano                                                        | Sogno/Tu, dolcemente                                        |
| Ld A 7950          | 1976           | Junie Russo                                                         | Mai/Che mi succede adesso                                   |
| Ld A 7958          | 1977           | La Strana Società                                                   | Tesoro mio/Bella bellissima                                 |
| Ld Al 7965         | 1977           | Gli Alisei                                                          | L'amore non ha età/Emigrazione                              |
| Ld Al 7970         | 1977           | Franco Marino                                                       | Sì/Strano grande amore                                      |
| Ld A 7981          | 1977           | Gino Paoli                                                          | 67 parole d'amore/Madama malinconia                         |
| Ld AI 7986         | 1977           | Cristine Renà                                                       | Elvis/Senso                                                 |
| Ld A 7990          | 1977           | Nanni Svampa                                                        | Lombardia/Tucci dì                                          |
| Ld A 7995          | 1977           | Tony Cucchiara (sul lato A) / Orchestra Cicci Santucci (sul lato B) | Il sognatore/Il sognatore (strum.)                          |
| Ld A 8001          | 14 aprile 1978 | Gli Opera                                                           | Re Salomone/Aria, acqua, terra e fuoco                      |
| Ld A 8009          | 1978           | Claudio Daiano                                                      | Sballo/Non mi sparo più                                     |
| Ld A 8015          | 1978           | Camaleonti                                                          | Canto d'amore straniero/Successo                            |
| Ld Al 8018         | 1978           | Gloria Piedimonte                                                   | Ping Pong Space/Ping Pong Space (Instrumental Version)      |
| Ld Al 8029         | 1978           | Joe Alaria                                                          | Sai che ti dico ma vaff.../Voulez vous banana               |
| Ld A 8034          | 1979           | Mauro Macario                                                       | Lolita/Signora d'argento                                    |
| Ld A 8039          | 1979           | Camaleonti                                                          | Quell'attimo in più/Marina                                  |
| Ld A 8040          | 1979           | Idea 2                                                              | She's a witch/Compagna                                      |
| Ld Al 8044         | 1979           | Gli Alisei                                                          | Cresce l'erba, nasce il sole/Piccola amante mia             |

##### Anni '80
| Numero di catalogo | Anno | Interprete | Titoli                                                                |
| ------------------ | ---- | --- | --------------------------------------------------------------------- |
| Ld A 8061          | 1980 | Carlo Lena | Elisabetta/La mano, il segno, l'amore                                 |
| Ld A 8062          | 1980 | Erminio Macario | Ciao nonnino/Indovina, indovinello                                    |
| Ld A 8066          | 1980 | Idea 2 | Anna Lee/Tra il dire e il fare                                        |
| Ld Al 8072         | 1979 | Tullio Solenghi | L'ispettore Cocker/Noi lo chiamiano Nat                               |
| Ld A 8073          | 1979 | Camaleonti | E camminiamo/Ho scelto lei                                            |
| Ld A 8076          | 1980 | Daniela Bertoli | Siamo/Grazie tante                                                    |
| Ld A 8083          | 1980 | Franco Fasano | Mi piaci tu/Sarai mia                                                 |
| Ld A 8084          | 1980 | Edoardo De Angelis | Una storia americana/Ramirez                                          |
| Ld AI 8095         | 1980 | Tino Scotti | Il cavaliere della sera/Il topo di biblioteca                         |
| Ld AI 8097         | 1980 | Roberto Fabiani | Mi mancherà/Viaggio                                                   |
| Ld Al 8101         | 1981 | Momo Yang | Attimo magnifico/Che male c'è                                         |
| Ld A 8115          | 1981 | Gena Gas | Famme ballà (nun me scuccià)/Aria di burrasca                         |
| Ld A 8119          | 1981 | Franco Fasano | Chewing gum/Esami di maturità                                         |
| Ld Al 8120         | 1981 | Alberto Corvino | Come è triste lasciare una donna/Sera                                 |
| Ld A 8124          | 1981 | Adriana Russo | Capriccio/Io, la pantera                                              |
| Ld A 8125          | 1981 | Roberta Rei | Non sparate sulla luna/Non dico che morirei ma è meglio quando ci sei |
| Ld Al 8129         | 1981 | Maeva | Fotografia/Cuore spacca cuore                                         |
| Ld AI 8138         | 1982 | Little Tony | Donna da vendere/Trasparente                                          |
| Ld AI 8139         | 1982 | Gennaro Mambelli | Buona giornata/Lucy                                                   |
| Ld AI 8148         | 1982 | Corrado | Carletto/Carletto (strumentale)                                       |
| Ld Al 8152         | 1981 | Maeva | Amore straniero/Manette blu                                           |
| Ld A 8157          | 1982 | Liana Orfei | Domani/Facile                                                         |
| Ld A 8158          | 1982 | Rocco Reitano | Go, go, it's time to go!/Raffaella                                    |
| Ld AI 8132         | 1982 | Fiordaliso | Una sporca poesia/Il canto del cigno                                  |
| Ld AI 8141         | 1982 | Fiordaliso | Maschera/Il mago non c'è                                              |
| Ld AI 8161         | 1983 | Fiordaliso | Oramai/Il mago non c'è                                                |
| Ld AI 8178         | 1984 | Fiordaliso | Non voglio mica la luna/Un tipo                                       |
| Ld AI 8184         | 1984 | Fiordaliso | Li-be-llu-la/Terzinato                                                |
| Ld Al 8201         | 1984 | Enzo Malepasso & Fiordaliso | È bello dire anche ti amo/Parliamo                                    |
| Ld Al 8209         | 1984 | I Signori della Galassia | Mamma/Ed ora vai via                                                  |
| Ld AI 8158         | 1985 | Giuseppe Cionfoli | Pronto...paradiso ?/Ho visto un fiore                                 |
| Ld AI 8191         | 1985 | Fiordaliso | Il mio angelo/La nave bianca                                          |
| Ld AI 8212         | 1986 | Fiordaliso | Fatti miei/Un'altra storia d'amore                                    |
| Ld AI 8214         | 1986 | I Cavalieri del Re | I predatori del tempo/Gigi la trottola                                |
| Ld AI 8222         | 1987 | Fiordaliso | Il canto dell'estate/Volando sognando                                 |
| Ld AI 8224         | 1987 | Amedeo Minghi | Anni '60/Nell'inverno                                                 |
| Ld AI 8227         | 1987 | Simon Luca con Alessandro Andrei, Franco Arese, Livio Berruti, Gelindo Bordin, Alberto Cova, Maurizio Damilano, Gabriella Dorio, Stefano Mei, Venanzio Ortis e Sara Simeoni | Traguardi (parte A)/Traguardi (parte B)                               |

#### Circus - Catalogazione CN A
La Circus era una piccola etichetta distribuita dalla Durium; venne poi acquisita dalla casa madre, che continuò a pubblicare 45 giri usando la stessa numerazione di catalogo.
| Numero di catalogo | Anno                | Interprete                                          | Titoli                                                                  |
| ------------------ | ------------------- | --------------------------------------------------- | ----------------------------------------------------------------------- |
| CN A 9001          | 1961                | Jula de Palma                                       | A.A.A. Adorabile cercasi/L'immensità                                    |
| CN A 9002          | 1961                | Jula de Palma                                       | Patatina/Carolina dai!                                                  |
| CN A 9003          | 1961                | Jula de Palma                                       | Al di là/Non mi dire chi sei                                            |
| CN M 9006          | 1961                | Tania Raggi e Giorgio Onorato                       | Stornelli romaneschi a dispetto/Stornello cha cha cha                   |
| CN A 9011          | 1961                | Anna Ranalli                                        | Il pullover/Patatina                                                    |
| CN A 9015          | 1961                | Raf Piccolo                                         | Il gomitolo/Quanta gioia!                                               |
| CN A 9019          | 1961                | Johnny Mondo con l'orchestra di Edoardo Lucchina    | Yuri rock/Cara Carolina                                                 |
| CN A 9020          | 1961                | Tania Raggi (lato A)/Daniela Dani (lato B)          | Siamo parte del cielo/Mai ho avuto un bacio                             |
| CN A 9024          | 1961                | Marisa Terzi (sul lato A)/Anna Ranalli (sul lato B) | La pazza nel pozzo/Amore mio mao                                        |
| CN A 9026          | 1961                | Ugo Calise                                          | Ti regalo la luna/Favole di pioggia                                     |
| CN A 9036          | 1961                | Giorgio Onorato                                     | Lazio/Roma                                                              |
| CN A 9037          | 1961                | Franco Latini                                       | La bicicletta/Oh! Mariantonia                                           |
| CN A 9038          | 1961                | Silvio Bernini                                      | Piccole cose/Un vetro appannato                                         |
| CN A 9045          | 1962                | The Big and The Mattacchions                        | Una mosca tse tse/Neapolitan twist                                      |
| CN A 9048          | 1962                | Franco Baldoni                                      | I sogni muoiono all'alba/Deguello de amore                              |
| CN A 9049          | 1962                | Tania Raggi                                         | Signorina bella/E' qui dal film Le italiane e l'amore                   |
| CN A 9052          | 1962                | I Peos                                              | Mazzarino/Balletti verdi                                                |
| CN A 9053          | 1962                | Jo Garsò                                            | Caro/Accendi il motore                                                  |
| CN A 9055          | 1962                | Jo Garsò                                            | Se io potessi vivere/Oltre il muro                                      |
| CN A 9057          | 1962                | I Peos                                              | Ferrovie, ferrovie.../Io vado in banca                                  |
| CN A 9058          | 1962                | Silvio Bernini                                      | Luisa/Non c'è più niente                                                |
| CN A 9060          | 1963                | Rodolfo con il complesso di Marcello Minerbi        | Chiaro di luna a Paullo/Il gattone deluso                               |
| CN A 9061          | 1963                | Angelino con il complesso di Franco Cassano         | La mia maestra/Mamma                                                    |
| CN A 9063          | 1963                | I Peos                                              | Valigie di cartone/La gente mormora                                     |
| CN A 9068          | 1963                | Enrico Ciacci and his guitar                        | White Christmas/Ave Maria                                               |
| CN A 9072          | 1963                | I Tre Amici                                         | Come è piccolo il cielo/Non sapevo                                      |
| CN A 9074          | 1963                | Beppe Cardile                                       | Occhi di cielo/Per piacere                                              |
| CN A 9075          | 1963                | Tania Raggi                                         | Se una donna/Sauve moi                                                  |
| CN A 9076          | 1963                | I Peos                                              | Il mio funerale/La gabola                                               |
| CN A 9080          | 1963                | Santi Latora                                        | Stessa spiaggia, stesso mare/Django                                     |
| CN A 9082          | 1963                | Giancarlo Silvi                                     | Tu/Compagna di scuola                                                   |
| CN A 9083          | 1963                | Santi Latora                                        | Serenata in blu/Baci                                                    |
| CN A 9084          | 1963                | Franco De Marchis                                   | Attimi (estasi)/Le parole vanno via                                     |
| CN A 9085          | 8 ottobre 1963      | Silvio Bernini                                      | Ti parlerò d'amore/Musica proibita                                      |
| CN A 9088          | 1963                | Geo Zoffoli Quintet                                 | Battesimo in Alabama/Jungle Twist                                       |
| CN A 9090          | 1963                | Beppe Cardile                                       | Il tempo passa/Quando piove                                             |
| CN A 9094          | 1963                | Pino Presti                                         | Il surf della bambola/Il surf del giornale                              |
| CN A 9095          | 10 dicembre 1963    | Giorgio Onorato                                     | Stornelli amorosi 1ª parte/Stornelli amorosi 2ª parte                   |
| CN A 9108          | 16 marzo 1964       | Los Marcellos Ferial                                | Vaya con Dios/Dimmelo                                                   |
| CN A 9110          | 1964                | Giancarlo Silvi                                     | Ho pietà di te/Amarti come t'amo                                        |
| CN A 9112          | 9 aprile 1964       | Los Marcellos Ferial                                | Sei diventata nera/Piccola timida fragile                               |
| CN A 9113          | 1964                | Pupo De Luca                                        | Dai dai twist/Hully gully Polly                                         |
| CN A 9117          | 1964                | Giancarlo Silvi                                     | E così sia/Non puoi dire che non fa per me                              |
| CN A 9118          | 19 e 22 giugno 1964 | Pino Presti                                         | Troppo ricca/Non pianger mai                                            |
| CN A 9121          | 1964                | Pupo De Luca                                        | Swanie River/Jepper Screepper                                           |
| CN A 9128          | 1964                | I Bagnini                                           | Topless/Beach Bum                                                       |
| CN A 9134          | 1964                | Renata Pacini                                       | Un ragazzo terribile/Lo faccio per te                                   |
| CN A 9137          | 1964                | Pino Presti                                         | Rimani ancora/Oh! Jenny                                                 |
| CN A 9138          | 15 ottobre 1964     | Alfredo Menghetti                                   | Sospetto/Mi sei proprio indifferente                                    |
| CN A 9141          | 16 dicembre 1964    | Nanni Svampa                                        | Si può morire/Il mio funerale                                           |
| CN A 9142          | 1964                | Nanni Svampa                                        | A l'era sabet sera/La circunvalaziun                                    |
| CN A 9144          | 1965                | Beppe Cardile                                       | L'amore è partito/Felicità                                              |
| CN A 9146          | 1965                | Los Marcellos Ferial                                | Gabrielle/Serate a Mosca                                                |
| CN A 9147          | 1965                | Renato & i Misfits                                  | Sei la sola/Tu non hai mai capito                                       |
| CN A 9150          | 12 febbraio 1965    | Nanni Svampa                                        | Io vado in banca/Ballata del metronotte                                 |
| CN A 9151          | 1965                | Mario Zelinotti                                     | Lei dice/Ti pentirai                                                    |
| CN A 9152          | 1965                | Silvio Bernini                                      | L'estate addosso/Castelli di sabbia                                     |
| CN A 9162          | 1965                | Jimmy Gilmer                                        | Se ti vedrò/E' così                                                     |
| CN A 9163          | 1965                | The Pebbles                                         | Il nuovo giorno/Domani capirai                                          |
| CN A 9167          | 1965                | Gli Alligatori                                      | Su, Paolo/Chi sbaglia paga da sé                                        |
| CN A 9170          | 1965                | I Kings                                             | Fai quello che vuoi/Ma non è giusto                                     |
| CN A 9175          | 1965                | Franco Cassano                                      | Preludio-Corale/Corale                                                  |
| CN A 9183          | 1966                | Renata Pacini                                       | In nome dell'amore/L'amore non ha età                                   |
| CN A 9186          | 1966                | I Kings                                             | Bambina, non sono io/Trovane un altro                                   |
| CN A 9187          | 1966                | I Kings                                             | 1-2-3/La risposta (Blowin' in the wind)                                 |
| CN A 9189          | 1966                | Aura D'Angelo                                       | La città triste/Oggi con te domani chissà                               |
| CN A 9191          | 1966                | Franco Cassano                                      | A taste of honey/Sunday morning                                         |
| CN A 9192          | 1966                | The Crazy Boys                                      | Addio Margaretha/Si credile                                             |
| CN A 9196          | 1966                | Marcello Minerbi                                    | Juanita Banana/Mary-Elle                                                |
| CN A 9197          | 1966                | I Kings                                             | Tu non puoi/L'uomo di ieri                                              |
| CN A 9199          | 1966                | Renata Pacini                                       | In nome dell'amore/Mettiamoci una pietra sopra                          |
| CN A 9201          | 1966                | Beppe Cardile                                       | Voi che siete amici suoi/Lascia il tuo mondo                            |
| CN A 9202          | 1966                | Le Snobs                                            | Lettera bruciata (A lover's concerto)/Dicci come finì (Peaches'n cream) |
| CN A 9204          | 1966                | I Crazy Boys                                        | Grazie per avermi aspettato/Quel tipo lì                                |
| CN A 9206          | 1966                | I Kings                                             | Cerca/Dedicato alla mia ragazza                                         |
| CN A 9207          | 1966                | Caterina Agos                                       | Tutte stupide come me/Ricordati di me                                   |
| CN A 9213          | 1967                | Marcello Minerbi                                    | Guantanamera/Verde luna                                                 |
| CN A 9216          | 1967                | Lui e Lia                                           | Chi ci pensava/Tu che ridi                                              |
| CN A 9217          | 1967                | Aura D'Angelo                                       | Non mi devi niente/Ma come posso amare te!                              |
| CN A 9218          | 1967                | Davide e Sara                                       | Facciamo l'amore non la guerra/La linea verde                           |
| CN A 9220          | 1967                | Santi Latora                                        | Love Me True/In The Arms Of Love                                        |
| CN A 9224          | 1967                | I Kings                                             | Lasciati portare via/Caffè amaro                                        |
| CN A 9225          | 1967                | Lucia Rango                                         | Il tuo volto/Ti ho sognato                                              |
| CN A 9226          | 1967                | Los Marcellos Ferial                                | Quando vedrò/Mascia                                                     |
| CN A 9229          | 1967                | I Crazy Boys                                        | Quando un uomo ama una donna/La storia dell'umanità                     |
| CN A 9236          | 1967                | Rocky Roberts                                       | Got a thing going/Gira gira                                             |
| CN A 9243          | 1967                | Lino Alfieri                                        | Fammi un sorriso/Gli angeli non piangono                                |
| CN A 9245          | 1967                | Santi Latora                                        | Quelli della San Pablo/L'immensità                                      |
| CN A 9246          | 1967                | I Crazy Boys                                        | Cerca cerca il grande amore/L'innominato                                |
| CN A 9249          | 1967                | Wess & The Airedales                                | Senza luce/I'm a Short-Timer                                            |
| CN A 9252          | 1967                | Gli Hoods                                           | Hey ragazza/Un muro di pietra                                           |
| CN A 9259          | 1967                | Wess & The Airedales                                | I miei giorni felici/I'll Never Turn My Back on You                     |
| CN A 9260          | 1967                | Los Marcellos Ferial                                | Si va sulla montagna/L'inno dei Marines                                 |
| CN A 9267          | 1967                | Marcello Minerbi                                    | Love is blue/From your side                                             |
| CN A 9268          | 1968                | Ettore Cenci guitar                                 | Fiesta/Escalation                                                       |
| CN A 9271          | 1968                | Gino Paoli                                          | Se Dio ti da'/Dormi                                                     |
| CN A 9273          | 1968                | Virginia                                            | Dixie/Pensandoci su                                                     |
| CN A 9274          | 1968                | George Colt                                         | Bonnie e Clyde/Sol-Si 7                                                 |
| CN A 9276          | 1968                | I Crazy Boys                                        | Fai un po' quello che vuoi/Tu nel sogno                                 |
| CN A 9278          | 1968                | Rocky Roberts e I Pyrañas                           | Sono tremendo/Se una sera                                               |
| CN A 9279          | 1968                | I Crazy Boys                                        | Hai negli occhi tutto il sole del mondo/Addio Margaretha                |
| CN A 9280          | 1968                | I Crazy Boys                                        | Tu che conosci lei/Un mondo su misura                                   |
| CN A 9281          | 1968                | Wess & The Airedales                                | Perché sei beat, perché sei pop/My sun is shining                       |
| CN A 9282          | 1968                | Paolo & I Crazy Boys                                | Il primo pensiero d'amore/Giochi di parole                              |
| CN A 9283          | 1968                | The Gang Orchestra                                  | Zum zum zum/Don cin bum                                                 |
| CN A 9291          | 1968                | Franco Cassano                                      | Obladì obladà/Notti d'amore                                             |
| CN A 9293          | 1968                | I Marcellos Ferial                                  | Michael/Antonietta                                                      |
| CN A 9296          | 1969                | Joyce & The Jokers                                  | Io voglio te/Manchi tu dentro me                                        |
| CN A 9298          | 1969                | Paolo & I Crazy Boys                                | Cuore mio/Un giardino senza fiori                                       |
| CN A 9301          | 1969                | Wess & The Airedales                                | Ti ho inventata io/Voltami le spalle                                    |
| CN A 9305          | 1969                | Gino Paoli                                          | Come si fa/Monique                                                      |
| CN A 9306          | 1969                | Marcello Minerbi                                    | To yelasto pedi/Esaurimento                                             |
| CN A 9309          | 1969                | Paolo & i Crazy Boys                                | Arrivederci/Ti perderò                                                  |
| CN A 9310          | 1969                | Lillian                                             | Tutto il mio mondo/Musica di stelle                                     |
| CN A 9311          | 1969                | Rocky Roberts                                       | Ma non ti lascio/Appassionatamente                                      |
| CN A 9312          | 1969                | Sacha Ketoff                                        | Ritratto di chimera/America                                             |
| CN A 9313          | 1969                | Wess & The Airedales                                | Amore mio/Tum Tum Tum                                                   |
| CN A 9314          | 1969                | Gino Paoli                                          | Albergo a ore/Il tuo viso di sole                                       |
| CN A 9316          | 1969                | Lillian                                             | Un giorno come un altro/Cielo azzurro                                   |
| CN A 9318          | 1970                | Rocky Roberts                                       | Accidenti/I know you'll come running back                               |
| CN A 9319          | 1970                | Wess & The Airedales                                | Quando/L'arca di Noè                                                    |
| CN A 9321          | 1970                | Wess & The Airedales                                | Tu che non mi conoscevi/Solitudine                                      |
| CN A 9323          | 1970                | Lillian                                             | Un bambino biondo/Ci sarà lui                                           |
| CN A 9324          | 1970                | Gino Paoli                                          | Un po' di pena/Accadde così                                             |
| CN A 9327          | 1970                | Wess & The Airedales                                | Occhi pieni di vento/Io t'amerò fino all'ultimo mondo                   |
| CN A 9328          | 1970                | Wess & The Airedales                                | Peccato!/La notte è troppo lunga                                        |
| CN A 9331          | 1972                | Wess e Dori Ghezzi / Wess & The Airedales           | Voglio stare con te/There's Gonna Be a Revolution                       |
| CN A 9332          | 1972                | Wess & The Airedales                                | Il vento amico/Che giorno è                                             |
| CN A 9333          | 1973                | Wess                                                | Il Lago maggiore/Io sto bene senza te                                   |
| CN A 9334          | 1973                | Wess                                                | Il primo appuntamento/Quel giorno                                       |
| CN A 9335          | 1973                | Wess e Dori Ghezzi                                  | Tu nella mia vita/Sentimento, sentimento                                |
| CN A 9336          | 1974                | Wess e Dori Ghezzi                                  | Noi due per sempre/Se mi vuoi ancora bene                               |
| CN A 9337          | 1974                | Wess                                                | Aspetti un bambino/Io ti perdo                                          |
| CN A 9338          | 1975                | Wess e Dori Ghezzi                                  | Un corpo e un'anima/Sempre tu                                           |
| CN A 9339          | 14 marzo 1975       | Wess e Dori Ghezzi                                  | Era/...e siamo qui                                                      |
| CN A 9340          | 1975                | Wess e Dori Ghezzi                                  | È l'amore che muore/Tutto bene                                          |
| CN A 9342          | 1975                | Wess                                                | Have Mercy/My Sun Is Shining                                            |
| CN A 9343          | 1976                | Wess e Dori Ghezzi                                  | Come stai, con chi sei/Più ti voglio bene, più te ne vorrei             |
| CN A 9344          | 1976                | Wess e Dori Ghezzi                                  | Amore bellissimo/La sola cosa che ho                                    |
| CN A 9345          | 1977                | Wess                                                | Carrie/Good Time                                                        |
| CN AI 9350         | 1979                | Wess                                                | S'arrende il mio corpo/Dieci anni di meno                               |

### EP - Dischi Circus
| Numero di catalogo | Anno | Interprete            | Titoli                                                |
| ------------------ | ---- | --------------------- | ----------------------------------------------------- |
| CEX A 303          | 1961 | Quintetto Andrea Tosi | Pomodoro cha cha cha/Pepe/Ricordati di me/L'immensità |

### 45 giri - Durium Marche Estere
La Durium Marche Estere (collegata alla statunitense United Artists) era una sottoetichetta della casa madre, che in teoria avrebbe dovuto stampare dischi di provenienza estera, anche se in realtà ciò non avvenne sempre: in alcuni casi stampò dischi di canzoni di colonne sonore o di gruppi, come i Los Marcellos Ferial, spacciati per stranieri pur essendo italiani.
La numerazione comunque era preceduta dal prefisso DE, mentre nell'etichetta (che era diversa dallo standard Durium, in quanto aveva una grossa "d" in corrispondenza con il foro del disco) vi era la scritta Durium Marche Estere.
| Numero di catalogo | Anno           | Interprete                    | Titoli                                                 |
| ------------------ | -------------- | ----------------------------- | ------------------------------------------------------ |
| DE 2427            | 1962           | Los Marcellos Ferial          | Cuando calienta el sol/Llorando Me Dormi               |
| DE 2453            | 1962           | Robert Pray                   | Il giorno più lungo/Siamo giovani                      |
| DE 2459            | 1962           | Los Marcellos Ferial          | Triangulo/El Cigarron                                  |
| DE 2490            | 1963           | Los Marcellos Ferial          | Cuando brilla la luna/Estoy enamorado                  |
| DE 2502            | 27 giugno 1963 | Mort Garson and His Orchestra | Come conquistare un ragazzo/Bowl a rama stomp          |
| DE 2538            | 1963           | Marcello Minerbi              | Charade/Orange tamouré                                 |
| DE 2578            | 1964           | The Supremes                  | Where Did Our Love Go/He Means the World to Me         |
| DE 2594            | 1964           | The Supremes                  | Come See About Me/(You're Gone But) Always in My Heart |
| DE 2663            | 1966           | The Music Machine             | Talk Talk/Come on in                                   |
| DE 2753            | 1971           | Malaika                       | Marghareta/Upendo Malaika                              |
| DE 2806            | 1973           | Gino                          | Give a hand/Listen to me little girl                   |
| DE 2997            | 1978           | Sundown Emotions              | Sundown Part 1/Sundown Part 2                          |
| DE 3003            | 1978           | Gilla                         | The River Sings/Bend Me Shape Me                       |
| DE 3196            | 1982           | Plastic Bertrand              | Ping Pong/Chewing Gum                                  |

### 33 giri - Dischi Adventure
La Durium distribuì (ed in seguito rilevò) anche un'etichetta romana, la Dischi Adventure, specializzata nel lancio di nuovi artisti e nella pubblicazione di album di jazz. La lettera A dei 45 giri si trova in alcune emissioni staccata dalle due lettere AV, ed in altre attaccata.
| Numero di catalogo | Anno | Interprete     | Titoli     |
| ------------------ | ---- | -------------- | ---------- |
| AV LP 300/001      | 1960 | Amedeo Tommasi | Zamboni 22 |

### EP - Dischi Adventure
| Numero di catalogo | Anno | Interprete                  | Titoli                                                |
| ------------------ | ---- | --------------------------- | ----------------------------------------------------- |
| E 131              | 1961 | Roman New Orleans Jazz Band | eale street blues/Goodbye/Emaline/The faithful hussar |

### 45 giri - Dischi Adventure
| Numero di catalogo | Anno | Interprete           | Titoli                                                            |
| ------------------ | ---- | -------------------- | ----------------------------------------------------------------- |
| AV A 1117          | 1959 | Salomon & i Pyramids | Rugby cha cha cha/Quiero Besarte                                  |
| AV NS 1123         | 1960 | I Gangsters          | Morgen/The madison                                                |
| AV NS 1130         | 1960 | Giulia Jandolo       | Quanno Roma era più piccola/'Na gita a li castelli                |
| AV NS 1132         | 1960 | Giulia Jandolo       | Stornelli tradizionali (parte 1)/Stornelli tradizionali (parte 2) |
| AV N 1135          | 1960 | Jula de Palma        | Ave Maria/Bianco Natale                                           |
| AV A 1179          | 1961 | I Mattatori          | Passione/T'aspetto                                                |

### 33 giri - Serie Royal
Come ricordato prima, la Royal (la cui sede era in via Indipendenza 32 a Napoli) era specializzata nel lancio di nuovi artisti, e venne dopo poco tempo inglobata nella casa madre: per questo motivo le prime emissioni presentano solo la scritta Royal, sostituita poi da Durium - Serie Royal, mentre la numerazione del catalogo continua in modo sequenziale e prosegue anche con la Serie Royal. La lettera A si trova in alcune emissioni staccata dalle due lettere QC, ed in altre attaccata.
| Numero di catalogo | Anno | Interprete                        | Titoli                                  |
| ------------------ | ---- | --------------------------------- | --------------------------------------- |
| msr M 300/004      | 1961 | Mario Trevi                       | Senti Napoli e poi...                   |
| msr M 300/005      | 1962 | Vinicio                           | Vinicio - Fisarmonica e ritmi           |
| msr M 300/006      | 1963 | Matteo Salvatore                  | Storie e melodie d'amore del Sud        |
| msr M 300/009      | 1963 | Mario Trevi                       | Indifferentemente                       |
| msr M 300/011      | 1964 | Vinicio                           | Fisarmonica e ritmi                     |
| msr M 300/012      | 1965 | Vinicio                           | Vinicio "Paso Doble"                    |
| msr M 300/013      | 1965 | Mario Trevi                       | Canzoni napoletane classiche            |
| msr M 300/014      | 1966 | Mario Trevi                       | Canzoni classiche napoletane, volume II |
| msr A 300/014      | 1965 | Arrangiamenti di Marcello Minerbi | A tempo di sirtaki                      |
| msr A 300/015      | 1966 | Bruno Venturini                   | Eternamente t'amerò                     |
| msr A 300/016      | 1966 | Mario Trevi                       | Canzoni napoletane moderne              |
| msr M 300/017      | 1966 | Vinicio                           | I migliori di Vinicio                   |

### 45 giri - Serie Royal
| Numero di catalogo | Anno | Interprete                   | Titoli                                               |
| ------------------ | ---- | ---------------------------- | ---------------------------------------------------- |
| QC N 1017          | 1959 | Irene D'Areni                | Gloria/Blue Moon                                     |
| QC N 1022          | 1959 | Franca Aldrovandi            | Al chiar di luna/Non è così                          |
| QC M 1031          | 1959 | Vinicio                      | Tarantella napoletana/Quadriglia napoletana          |
| QC N 1036          | 1959 | Campanino                    | Ma-Ma non mi sgridare più/Bye Bye love               |
| QC N 1037          | 1959 | Campanino                    | Nun me guardà/Wan't You Give me A Chance             |
| QC N 1038          | 1959 | Nuzzo Salonia                | Accussì/Solitudine                                   |
| QC N 1041          | 1959 | Mario Trevi e Tina De Paolis | Suttanella e cazunciello/Napulione 'e Napule         |
| QC N 1042          | 1959 | Mario Trevi                  | Vieneme 'nzuonno/'Mbraccio a tte                     |
| QC A 1043          | 1959 | Vinicio                      | Kriminal tango/Una notte a Malaga                    |
| QC A 1045          | 1959 | Tina De Paolis               | Cerasella/'O destino 'e ll'ate                       |
| QC A 1065          | 1959 | Piero Dani                   | Pienze a mme/Bbona jurnata Napule                    |
| QC A 1066          | 1959 | Evy Angeli                   | Come il mare/Questi sono gli uomini                  |
| QC A 1067          | 1959 | I Mattatori                  | Be Bop A Lula/T'ho vista piangere                    |
| QC A 1068          | 1959 | I Mattatori                  | So che un dì/Tintarella di luna                      |
| QC A 1070          | 1959 | Franca Aldrovandi            | Concertino/Hey tu!                                   |
| QC A 1071          | 1959 | Franca Aldrovandi            | Gli zingari/Lo stregone                              |
| QC A 1089          | 1960 | Bruno Venturini              | Colpevole/Gridare di gioia                           |
| QC A 1090          | 1960 | Bruno Venturini              | Gridare di gioia/Quando vien la sera                 |
| QC A 1092          | 1960 | Sestetto Armonia             | Estate violenta/The enchanted sea                    |
| QC A 1098          | 1960 | Bruno Venturini              | Sei terribile/Un po' di luna                         |
| QC A 1099          | 1960 | Bruno Venturini              | Welcome to Rome/Olimpia rock                         |
| QC S 1103          | 1960 | Sestetto Armonia             | Voglio/Come in un turbine                            |
| QC N 1106          | 1960 | Mario Trevi                  | Canzone all'antica/Stasera si                        |
| QC N 1107          | 1960 | Mario Trevi                  | Segretamente/Nuvole                                  |
| QC N 1112          | 1960 | Tina De Paolis               | Cucù settè/Serenatella c''o si e c''o no             |
| QC N 1125          | 1960 | Mario Trevi                  | 'O sfaticato/L'urdema nustalgia                      |
| QC A 1144          | 1960 | Bruno Venturini              | 'O locco/Maschera                                    |
| QC A 1145          | 1960 | Bruno Venturini              | 'O bbene/Escludimi                                   |
| QC A 1148          | 1960 | Bruno Venturini              | Mille e mille anni/Eccoti                            |
| QC M 1186          | 1960 | Franco D'Ambra               | Zi' Nicola/Cha cha cha abruzzese                     |
| QC A 1192          | 1961 | Mario Trevi                  | Mare verde/'Nnammuratella                            |
| QC A 1193          | 1961 | Mario Trevi                  | È napulitana/Notte 'ncantata                         |
| QC A 1196          | 1961 | Clara Profili                | Credere/'O fidanzato                                 |
| QC P 1199          | 1961 | Luisito                      | Granada/Gelosia                                      |
| QC A 1202          | 1961 | Luisito                      | Fumando espero/Bandolero                             |
| QC A 1207          | 1961 | Mario Trevi                  | Cunto 'e lampare/N'ata dummeneca                     |
| QC A 1208          | 1961 | Mario Trevi                  | Settembre cu mme/Vicino a tte                        |
| QC A 1209          | 1961 | Franco D'Ambra               | Tu sempe/'O tuono 'e marzo                           |
| QC A 1217          | 1961 | Clara Profili                | Credimi amor/Il cha cha cha dell'angelo custode      |
| QC A 1218          | 1961 | Mario Trevi                  | È desiderio/'O codice 'e ll'ammore                   |
| QC A 1219          | 1961 | Mario Trevi                  | Paese mio/Si comm' 'o sole                           |
| QC A 1222          | 1961 | Vinicio                      | Tango dei barbudos/Fidel tango                       |
| QC A 1225          | 1962 | I Mattatori                  | Oye my son cha cha/Que serà mi china                 |
| QC A 1226          | 1962 | I Mattatori                  | Sera serena/Per sempre                               |
| QC A 1236          | 1962 | Bruno Venturini              | Angela/Balliamo il twist (Let's twist again)         |
| QC A 1237          | 1962 | Clara Profili                | A mezza strada/Note                                  |
| QC A 1238          | 1962 | Franco D'Ambra               | Via Partenope/Stanza verde                           |
| QC A 1240          | 1962 | Vinicio                      | Tango dello spaccone/Il nostro tango                 |
| QC A 1241          | 1962 | Vinicio                      | Vigliacca/T.T. Tango twist                           |
| QC A 1242          | 1962 | Vinicio                      | Tango al plastico/Tango beduino                      |
| QC A 1243          | 1962 | Vinicio                      | Tango seducente/Tango del gagà                       |
| QC A 1244          | 1962 | Vinicio                      | Tango argentino/Tango 1925                           |
| QC A 1252          | 1962 | Rosalie Savini               | Nuttata 'e luna/Fermate                              |
| QC A 1253          | 1962 | Vinicio                      | Tango del ghisa/Armonica twist                       |
| QC A 1254          | 1962 | Vinicio                      | Chiaro di luna a Paullo/La giostra                   |
| QC A 1255          | 1962 | Vinicio                      | Tango della ghigliottina/Non sparate sulla fisa      |
| QC A 1259          | 1963 | Matteo Salvatore             | Lo sposalizio/Il pescivendolo                        |
| QC A 1266          | 1963 | Bruno Venturini              | Sentimentale/Tu iste a Surriento                     |
| QC A 1267          | 1963 | Gina Armani                  | Serenata a Surriento/Nun turnà                       |
| QC A 1268          | 1963 | Clara Profili                | Ma chi te pò capì/Tammurriata twist                  |
| QC A 1269          | 1963 | Franco D'Ambra               | Mille buscie/Nuie ce lassammo                        |
| QC A 1275          | 1963 | Vinicio                      | Agua/Tango ribelle                                   |
| QC A 1276          | 1963 | Giannetto                    | Bambino triste/A me piace Celentano                  |
| QC A 1277          | 1963 | Matteo Salvatore             | L'ambulante/La bicicletta twist n° 3                 |
| QC A 1278          | 1963 | Matteo Salvatore             | Lu terremoto/Cunta l'ore                             |
| QC A 1282          | 1963 | Vinicio                      | Las campanas/Valzer chic                             |
| QC A 1285          | 1963 | Bruno Venturini              | L'ha 'mpruvvisata 'o mare/Lacreme                    |
| QC A 1286          | 1963 | Franco D'Ambra               | Santa Maria/Sott' 'o manto 'e sta città              |
| QC A 1287          | 1963 | Vinicio                      | Tango paulista/Nazional tango                        |
| QC A 1290          | 1963 | Isabella Iannetti            | T'hanno vista domenica sera/In cima ai miei pensieri |
| QC A 1293          | 1963 | Mario Trevi                  | Canzone appassionata/Mierolo affurtunato             |
| QC A 1294          | 1963 | Franco D'Ambra               | Malvagità/Giuvinotto 'e primma uscita                |
| QC A 1295          | 1963 | Bruno Venturini              | Pazzarella pazzarè/Che voglio a te?                  |
| QC A 1298          | 1963 | Giannetto                    | Se non mi dai le lire per il cinema/E piantala!      |
| QC A 1299          | 1963 | Giannetto                    | Non vinco mai/Ma guarda...                           |
| QC A 1300          | 1963 | Isabella Iannetti            | Un ragazzo così/Non lo farò mai più                  |
| QC M 1301          | 1963 | Luciano De Salvo             | La cifalota/'E vui durmiti ancora                    |
| QC A 1303          | 1963 | Mario Trevi                  | Indifferentemente/Catene d'ammore                    |
| QC A 1305          | 1963 | Isabella Iannetti            | Un ragazzo così/Non lo farò mai più                  |
| QC A 1310          | 1963 | Isabella Iannetti            | Il gatto e la volpe/Ma lo vuoi capire                |
| QC A 1313          | 1964 | Franco D'Ambra               | Luntano/E fermate nu poco                            |
| QC A 1316          | 1964 | Bruno Venturini              | Eternamente t'amerò/Ritornerai da me                 |
| QC A 1319          | 1964 | Isabella Iannetti            | Va...tu sei libero/Sola tra sole e sale              |
| QC A 1325          | 1964 | Mario Trevi                  | Me parlano e te/L'ombra d' 'a sera                   |
| QC A 1326          | 1964 | Mario Trevi                  | Sole 'e luglio/Canzuncella ca vena e va              |
| QC A 1328          | 1964 | Mario Trevi                  | 'O marenariello/Ll'arte d' 'o sole                   |
| QC A 1329          | 1964 | Mario Trevi                  | Chella d' 'e rrose/Scetate                           |
| QC A 1330          | 1964 | Isabella Iannetti            | Quanti ragazzi/Difenderò il mio amore                |
| QC A 1331          | 1964 | Mario Trevi                  | Spezzacatena/Pà malavia                              |
| QC A 1336          | 1965 | Isabella Iannetti            | Sono tanto innamorata/No, non ti lascerò             |
| QC M 1337          | 1965 | Vinicio                      | Tango 007/Operazione valzer                          |
| QC A 1338          | 1965 | Mario Trevi                  | Te voglio bene assaje/Dicitencello vuje              |
| QC A 1339          | 1965 | Mario Trevi                  | Mbraccia a me!/Core furastiero                       |
| QC A 1340          | 1965 | Mario Trevi                  | Era de maggio/Qui fu Napoli                          |
| QC M 1342          | 1965 | Riccardo Rolli               | La strada/L'estate poi finirà                        |
| QC A 1343          | 1965 | Marco Manni                  | Nel regno dell'amore/Quando vedo gli altri           |
| QC A 1344          | 1965 | Mario Trevi                  | Niente cchiù/'A voce 'e ll'ammore                    |
| QC A 1345          | 1965 | Mario Trevi                  | È frennesia!/'Na catena 'e lacreme                   |
| QC A 1346          | 1965 | Isabella Iannetti            | Guardame/Core napulitano                             |
| QC A 1347          | 1965 | Bruno Venturini              | Bella si vuò l'ammore/Voglio credere                 |
| QC A 1351          | 1965 | Isabella Iannetti            | Vivrei di pane/M'hai detto ciao                      |
| QC A 1352          | 1965 | Mario Trevi                  | Sulo e senza 'e te/Catenella                         |
| QC A 1353          | 1965 | Mario Trevi                  | Buon Natale/Stella d'oriente                         |
| QC A 1354          | 1965 | Nicola D'Alessio             | Sangue amaro/Ma pe' sfortuna                         |
| QC A 1356          | 1966 | Isabella Iannetti            | L'amore nei ragazzi come noi/C'è lui che mi consola  |
| QC A 1361          | 1966 | Mimì Bertè                   | Non sarà tardi/Quattro settimane                     |
| QC A 1362          | 1966 | Isabella Iannetti            | Una danza al chiar di luna/Parla con lui             |
| QC A 1363          | 1966 | Roby Matano                  | Ciò che voglio/Se ti va                              |
| QC A 1364          | 1966 | Mario Trevi                  | Rose d' 'o mese 'e maggio/Core busciardo             |
| QC A 1365          | 1966 | Mario Trevi                  | Che chiagne a ffà!/'O core mio                       |
| QC A 1366          | 1966 | Mario Trevi                  | Dove vai/Tutti vanno via                             |
| QC A 1367          | 1966 | Mario Trevi                  | Vint'anne/Serenatela a 'na cumpagna 'e scola         |
| QC A 1368          | 1966 | Mario Trevi                  | Catena/Simmo 'e Napule paisà                         |
| QC A 1369          | 1966 | Mario Trevi                  | Vierno/'O vascio                                     |
| QC A 1370          | 1966 | Mario Trevi                  | Munasterio 'e Santa Chiara/Scalinatella              |
| QC A 1371          | 1966 | Mario Trevi                  | Luna rossa/Giuramento                                |
| QC A 1372          | 1966 | Mario Trevi                  | Sciummo/Dimme addo' staje                            |
| QC A 1375          | 1966 | Roby Matano & his sounds     | Una bambolina che fa no, no, no.../Non andare via    |
| QC A 1376          | 1966 | Mario Trevi                  | Stasera voglio a 'tte/Vocca 'e russetto              |
| QC A 1378          | 1966 | Jacqueline                   | Sbaglierò/Ci devo pensare                            |
| QC A 1382          | 1967 | Mario Trevi                  | Casarella 'e piscatore/Biancaneve                    |
| QC A 1384          | 1967 | Nicola D'Alessio             | L'11 è marzo/Angela                                  |
| QC A 1388          | 1968 | Mario Trevi                  | Lacrema/'A femmena 'e mò                             |
| QC A 1389          | 1968 | Mario Trevi                  | Comm' 'a 'nu sciummo/È cchiù forte 'e me             |
| QC A 1395          | 1967 | Nicola D'Alessio             | Se io parto domani/Baciarti è troppo poco            |
| QC A 1379          | 1967 | Isabella Iannetti            | Corriamo/Chiedilo al tuo cuore                       |
| QC A 1383          | 1967 | Isabella Iannetti            | Una testa dura/Vome puoi dimenticare                 |
| QC A 1385          | 1968 | Isabella Iannetti            | Stanotte sentirai una canzone/Un riflesso nell'acqua |
| QC A 1386          | 1968 | Isabella Iannetti            | Ricorda Ricorda/Melodia                              |
| QC A 1393          | 1968 | Isabella Iannetti            | Natale è qui/Buon Natale mio amor                    |
| QC A 1394          | 1969 | Isabella Iannetti            | Una famiglia/Il tic tac del cuore                    |
| QC A 1396          | 1969 | Isabella Iannetti            | Cuore Innamorato/Il tic tac del cuore                |
| QC A 1397          | 1969 | Mario Trevi                  | 'E mimose/'O mese 'e maggio                          |
| QC L 1398          | 1969 | Mario Trevi                  | Cara busciarda/L'ultima sera                         |
| QC A 1399          | 1969 | Isabella Iannetti            | La lettera/Ora che ti amo                            |
| QC A 1401          | 1970 | Isabella Iannetti            | Falsità/L'ultimo cuore                               |

### EP
| Numero di catalogo | Anno             | Interprete                                                   | Titoli                                                                                                  |
| ------------------ | ---------------- | ------------------------------------------------------------ | --- |
| ep A 3001          | 1955             | Roberto Murolo                                               | Serenatella a 'na cumpagna 'e scola/Passione/Sciummo/'A casciaforte                                     |
| ep A 3003          | 1955             | Edoardo Lucchina fisarmonica solista e ritmi                 | Appassionato tango/Charmaine/Il valzer del buon umore/Mazurca variata                                   |
| ep A 3018          | 1955             | Edoardo Lucchina fisarmonica solista e ritmi                 | Polvere/Cenere/Zin zin zin/Arrivederci Roma                                                             |
| ep A 3021          | 1956             | Aurelio Fierro                                               | Garua/Adios muchachos/No es lindo/Mi alma                                                               |
| ep A 3022          | 1956             | Edoardo Lucchina e il suo complesso, canta Sergio Centi      | Marcelino pan y vino/Angolo di cielo/'Na voce 'na chitarra (e 'o poco 'e luna)/L'ostricaro nnammurato   |
| ep A 3024          | 1956             | Edoardo Lucchina fisarmonica solista e ritmi                 | Il conte di Lussemburgo/I milioni di Arlecchino/La vedova allegra/Sogno di un valzer                    |
| ep A 3025          | 1956             | Edoardo Lucchina e la sua orchestra                          | 'O nfinfero/'O sciupafemmene/Vienetenne a Positano/'O ritratto 'e Nanninella                            |
| ep A 3029          | 1956             | Rino Salviati                                                | Le canzoni di Rino Salviati                                                                             |
| ep A 3031          | 1956             | Edoardo Lucchina e la sua orchestra                          | Hernando's Hideaway/La rosa tatuata/The elephant's tango/Unchained melody                               |
| ep A 3032          | 1956             | Aurelio Fierro                                               | Manname 'nu raggio 'e sole/'A palummella/Guaglione/'A quaterna                                          |
| ep A 3034          | 1957             | Tullio Mobiglia e Carlo Savina                               | The Deep Blue Sea                                                                                       |
| ep A 3035          | 1957             | Aurelio Fierro                                               | Lazzarella/Storta va...deritta vene/Cantammola 'sta canzone/L'ultimo raggio 'e Luna                     |
| ep A 3038          | 1957             | Edoardo Lucchina e il suo complesso, canta Louis Binder      | Chiodo scaccia chiodo/Con te per sempre/El pelotero/Semplice canzone                                    |
| ep A 3039          | 1957             | Tullio Mobiglia e Flo Sandon's                               | Rock around the clock/Rock a beatin' boogie/I want you to be my baby/Burn that candle                   |
| ep A 3042          | 4 gennaio 1957   | Flo Sandon's                                                 | Domani (Tomorrow)/Vogliamoci tanto bene/Solo tu (Only you)/Que serà serà                                |
| ep A 3045          | 1957             | Marino Marini                                                | Marino Marini e il suo quartetto                                                                        |
| ep A 3047          | 1957             | Edoardo Lucchina fisarmonica solista e ritmi                 | Rose del Sud/Vita d'artista/Valzer imperiale/Storielle del bosco viennese                               |
| ep A 3048          | 1957             | Aurelio Fierro                                               | Le canzoni della fortuna                                                                                |
| ep A 3050          | 27 marzo 1957    | Edoardo Lucchina fisarmonica solista e ritmi                 | Foglie del mattino/Vino, donne e canto/Vienna Vienna/Sulle rive del Danubio azzurro                     |
| ep A 3052          | 1957             | Aurelio Fierro                                               | 'na sera 'e maggio/Come facette mammeta/Passione/Funiculì funiculà                                      |
| ep A 3053          | 1957             | Aurelio Fierro                                               | Marechiaro/'o marenariello/Santa Lucia/Core 'ngrato                                                     |
| ep A 3059          | 1957             | Edoardo Lucchina fisarmonica solista e ritmi                 | Lazzarella/'Nnammurate dispettuse/Napule sole mio!/L'ultimo raggio 'e luna                              |
| ep A 3060          | 1957             | Marino Marini                                                | Marino Marini e il suo quartetto                                                                        |
| ep A 3062          | 1957             | Flo Sandon's e il Quartetto Radar                            | Calypsos                                                                                                |
| ep A 3063          | 1957             | Rino Salviati                                                | Le canzoni di Rino Salviati                                                                             |
| ep A 3071          | 12 ottobre 1957  | Marino Marini                                                | Chu chu bella/La Marie Vison/Sur ma vie/Si si si la vie est belle                                       |
| ep A 3074          | 1957             | Quartetto Radar                                              | Buon Natale!                                                                                            |
| ep A 3079          | 17 dicembre 1957 | Marino Marini                                                | La più bella del mondo/Donne e pistole/La bella del giorno/L'amore non conosce confini                  |
| ep A 3083          | 1958             | Aurelio Fierro                                               | Aurelio Fierro a Sanremo                                                                                |
| ep A 3084          | 1958             | Edoardo Lucchina                                             | I motivi di Sanremo                                                                                     |
| ep A 3085          | 1958             | Bruno Rosettani                                              | I successi di Bruno Rosettani                                                                           |
| ep A 3088          | 14 febbraio 1958 | Marino Marini                                                | Capricciosa/With all my heart (con tutto il cuore)/Non so dir... (ti voglio bene)/Piccolissima serenata |
| ep A 3092          | 7 marzo 1958     | Quartetto Radar                                              | Brivido blu/Alberi/Juke Box/La vita è fatta di piccole cose                                             |
| ep A 3094          | 21 dicembre 1958 | Aurelio Fierro                                               | Canzoni di altri tempi                                                                                  |
| ep A 3095          | dicembre 1958    | Aurelio Fierro                                               | La canzone dell'amore/Fili d'oro/Signorinella/Reginella                                                 |
| ep A 3097          | dicembre 1958    | Rino Salviati                                                | Cu Cu Ru Cu Cu Paloma                                                                                   |
| ep A 3100          | dicembre 1958    | Flo Sandon's                                                 | Come prima/Concerto d'autunno/My prayer/Le rififi                                                       |
| ep A 3109          | 1958             | Cosetta Greco                                                | Canzoni d'altri tempi:Serenata ad un angelo/Per te vivrò/Nostalgico slow/Voglio essere felice           |
| ep A 3120          | 4 settembre 1958 | Marino Marini                                                | Magic moments/E' sempe 'a stessa/Come prima/Buonasera (signorina)                                       |
| ep A 3130          | 10 ottobre 1958  | Aurelio Fierro orchestra diretta da Federico Bergamini       | Miniera/Scettico blues/Spazzacamino/Abat-Jour                                                           |
| ep A 3132          | 1958             | Germana Caroli                                               | Non partir/Dors mon amour/La pioggia cadrà/Magic moments                                                |
| ep A 3136          | 1959             | Quartetto Radar con Orchestra Tony De Vita                   | Cleopatra/Bellissima/Sei chic/Oh Lola                                                                   |
| ep A 3143          | 1959             | Little Tony & his brothers                                   | Rock And Roll                                                                                           |
| ep A 3146          | 1959             | Marino Marini                                                | Li' per li'/Io sono il vento/Ne' stelle ne' mare/Per tutta la vita                                      |
| ep A 3150          | 1959             | Angela Denia con l'orchestra di Edoardo Lucchina             | Donna/Condannami a morir/Jacqueline/Bing bang bong                                                      |
| ep A 3152          | 1959             | Germana Caroli                                               | Dance darling dance/Parole alla luna/Ti prego, amore/Ehi tu!                                            |
| ep A 3154          | 1959             | Gianni Marzocchi                                             | Per un bacio d'amor/Quartiere dei lillà/Sempre con te/Julia                                             |
| ep A 3157          | 1959             | Marino Marini                                                | Don Nicola 'O Cosacco/Nun te voglio perdere/'E scalelle d' 'o Paraviso/Alike-Sisky-Ba                   |
| ep A 3163          | 1959             | I Canterini di Sturla                                        | Vecchia Sturla - Squadra di canto genovese                                                              |
| ep A 3164          | 1959             | I Canterini di Sturla                                        | Vecchia Sturla - Squadra di canto genovese vol. 2                                                       |
| ep A 3176          | 1959             | Flo Sandon's                                                 | Arrivederci/Kiss Me/Passion Flower/Tom Dooley                                                           |
| ep A 3179          | 1959             | Marino Marini                                                | Guarda che luna/Vamos/Come softly to me/Quando dicesti si                                               |
| ep A 3180          | 1959             | Guidone                                                      | Ciao, ti dirò/Ma l'amore no/Cow Boy/Love in Portofino                                                   |
| ep A 3181          | 24 agosto 1959   | Gastone Parigi e il suo Quintetto                            | I Sing "Ammore"/Tu (non devi farlo più)/Kiss me kiss me/Il mio solo ideale                              |
| ep A 3182          | 1959             | Flo Sandon's                                                 | Successi: Guarda che luna/Labbra di fuoco/Buondì/Kiss me kiss me                                        |
| ep A 3185          | 1959             | Gianni Marzocchi                                             | Nuvola per due/Nu' t'add'avé 'nisciuno/Diamoci del tu/Amorevole                                         |
| ep A 3188          | 1959             | Flo Sandon's                                                 | Concertino/Cercando l'amore (Faded Orchid)/La strada dell'amore/La fine                                 |
| ep N 119           | 1960             | Mario Trevi                                                  | Festival di Napoli 1960                                                                                 |
| ep A 3190          | 1960             | Caprice Chantal                                              | Le ore/Non me lo devi dir/Oggi si domani no/Noi due                                                     |
| ep A 3192          | 1960             | Marino Marini                                                | Marina/Sei bella/Lisbona mia/Un telegramma                                                              |
| ep A 3197          | 1960             | Gastone Parigi e il suo Quartetto                            | Notte lunga notte/Noche de ronda cha cha cha/Cara, amore, tesoro/Cha cha cha de las segretarias         |
| ep A 3202          | 1960             | Marino Marini                                                | Kriminal tango/Maria Maddalena/Ritroviamoci/I Sing "Ammore"                                             |
| ep A 3204          | 1960             | Flo Sandon's                                                 | Sanremo 1960: E' vero/'A' come amore/Colpevole/Invoco te                                                |
| ep A 3205          | 1960             | Germana Caroli                                               | Sanremo 1960                                                                                            |
| ep A 3207          | 1960             | Sergio Franchi                                               | Sanremo 1960: Perdoniamoci/Splende l'arcobaleno/Perderti/Splende il sole                                |
| ep A 3209          | 1960             | Marino Marini                                                | Libero/È vero/Romantica/Notte mia                                                                       |
| ep A 3214          | 1960             | Clem Sacco                                                   | Vedo/Se tu mi baci/Forse forse più/Basta                                                                |
| ep A 3215          | 1960             | Rino Salviati                                                | Rino Club                                                                                               |
| ep M 3221          | 1961             | Fausto Papetti                                               | Sax alto e ritmi                                                                                        |
| ep A 3233          | 1961             | Marino Marini                                                | Coriandoli/Ho la testa come un pallon/Baciare, baciare/Briciole di baci                                 |
| ep A 3242          | 1961             | Guidone                                                      | Baci a gogò/Music hall/Non ti posso lasciare/Lasciati baciare                                           |
| ep A 3258          | 1961             | Carlo Mauri con il suo Quintetto                             | Dammi la mano e corri/Prima di partir/Amore a Palma de Mallorca/Vicino a te                             |
| ep A 3276          | 1961             | Mario Trevi e Aurelio Fierro                                 | Giugno della Canzone Napoletana                                                                         |
| ep A 3279          | 1961             | Marino Marini Carlo Mauri Fausto Papetti Piero Bertani       | Piccolo Night Club N. 10                                                                                |
| ep A 3287          | 1961             | Gastone Parigi Fausto Papetti Marino Marini Edoardo Lucchina | Piccolo Night Club N. 11                                                                                |
| ep R A135          | 1963             | Mario Trevi                                                  | Mario Trevi                                                                                             |
| ep A 3301          | 1962             | Little Tony                                                  | La bella americana/Twist in Italy/Italian lover/Oh! Baby!                                               |
| ep M 3323          | 1964             | Edoardo Lucchina                                             | 4 tanghi                                                                                                |
| ep A 3335          | 1965             | Mario Trevi e Isabella Iannetti                              | Festival di Napoli 1965                                                                                 |

### 45 giri - Promo Juke-Box
| Numero di catalogo | Anno | Interprete                         | Titoli                                  |
| ------------------ | ---- | ---------------------------------- | --------------------------------------- |
| LD A 7504          | 1967 | Little Tony / Los Marcellos Ferial | Cuore matto / Quando vedrò              |
| LD A 7513          | 1967 | I Balordi / Little Tony            | Domani devo fare una cosa/Peggio per me |